# GUNSLINGER GIRL
『GUNSLINGER GIRL』（ガンスリンガー・ガール）は、アスキー・メディアワークスの雑誌『月刊コミック電撃大王』に連載された、相田裕の漫画。または、これを原作とするテレビアニメ・ドラマCD・コンピュータゲーム作品。略称は「ガンスリ」。

## 概要
イタリアを舞台に、「身体を改造した少女の殺し屋」を運用する対テロ機関「社会福祉公社」とテロリスト集団「五共和国派」との戦いを軸にしたガンアクション漫画。その舞台に合わせて、劇中にはヨーロッパ製の銃（SIG、ファブリックナショナルなど）や車両が多数登場する（詳しくは登場する銃器や登場する車両を参照）。
相田裕が自分の個人誌『JEWELBOX』で「GUN SLINGER GIRL」（当時のタイトルは“GUN”と“SLINGER”の間にスペースが入っている）として発表。その後、商業誌に場を移し連載。2012年12月15日発刊の単行本第15巻で完結し、アスキー・メディアワークスの「DENGEKI COMICS」レーベルから刊行されている。掲載誌『電撃大王』は、いわゆる萌え系の漫画誌であり、当作品も美少女が重要な役回りを果たす。しかし、美少女本人や、周囲の人々の様々な思いや信念を丹念に描いたり、現代のイタリアが抱える社会問題をフィクションを取り混ぜつつも深く扱うことによって、ストーリーに奥行きがもたらされている。第16回文化庁メディア芸術祭マンガ部門にて優秀賞を受賞した。2007年12月時点で累計部数は250万部を突破している。
2003年に第1期のテレビアニメ化され、同年10月から翌年2月にかけて全13話がフジテレビ・CSで放映された。原作の2巻までのエピソードの順番を並べ替え、エルザが登場するオリジナルエピソードを組み合わせ、一部改変を除いてコミック本編と整合性の取れた物語になっている。同時期にPlayStation 2用のゲームソフトが全3部作で発売され、アニメのDVD-Videoはその特典として同梱された(1巻には5話分、2,3巻には4話分ずつ収録)。後にアニメ単体のDVD-BOXも発売された。テレビアニメ第2期は2008年1月から3月にかけて全13話が放送された。同作では「ピノッキオ」編からのストーリーが描かれ、DVD-Videoとして販売も行われた。2008年10月に第2期の14・15話に相当するOVAが発売され、原作の28、29話が描かれた。

## あらすじ
「少女に与えられたのは、大きな銃と小さな幸せ。」
物語の舞台は架空の現代イタリアを中心としたヨーロッパであり、物語の直前にバルカン半島における紛争により核兵器が使用されている。イタリアは国内に地域間対立や思想対立を抱え、テロや暗殺などの暴力が絶えなかった。数年前には、『ブルーパージ』と呼ばれるアメリカのレッドパージに似た右翼主義者と看做された者達への公職追放が行われ、登場人物の中には疑いを掛けられて組織から追放された者も多い。イタリア政府・首相府は、表向きには障害者への様々な支援を行う組織として公益法人「社会福祉公社」を設立する。しかしその実態は、身体に障害を持った少女たちを集め、身体の改造と洗脳を行い、反政府組織に対する暗殺をはじめとした超法規的活動を行わせる闇の面を持った組織だった。少女たちは、「義体」と呼ばれる人工の肉体と引き換えに、時に危険すら顧みられることなく銃を手に戦う運命を背負わされた。

## 登場人物
担当声優は左が第1期アニメ及びゲームのもの、右が第2期アニメのものである。なお、併記のないものは第2期には登場しない。

### 社会福祉公社

#### 義体

##### 1期生
ヘンリエッタ (Henrietta) 
声 - 南里侑香 / 阿久津加菜
担当官はジョゼ。愛称はエッタ。義肢・サイバネティックス試験体XA14-03。リコと組で公社が完成させた3番目と4番目の義体。髪と瞳の色はブラウン。純真無垢で礼儀正しいが、年齢の割に幼さが若干残る。聴覚が鋭い。"Henrietta"はイタリア語の"Enrica"（エンリカ。ジョゼの妹）と同じ由来を持つ英語名である。
かつてローマに暮らし、7人家族の裕福な家庭で愛情を注がれて育てられていたが、自宅にて連続殺人犯が起こした一家殺害事件に遭う。殺された家族の隣で一晩中暴行を受け、瀕死の重傷を負う（その際、左眼、右手、左足を失っている）も唯一生き残る。病院に収容され一命を留めたものの凄惨な記憶から自殺を望んでいた時に、素体を求めて国内の病院を捜し歩いていたジョゼとジャンの目に留まり、彼女を救いたいというジョゼの希望により公社に収容された。子宮を失っており、ホルモン補充療法を受けている描写もある。義体の訓練の一環でヴァイオリンを弾き、ジョゼにプレゼントされたカメラでの写真撮影、日記もつけるなど多趣味で表情や感性も豊かである。自室はリコとの相部屋で、二段ベッドは上段を使っている。
ジョゼの方針で、1期生の中でも特に「条件付け」が抑えられているが、軽過ぎる条件付けから問題を起こし、条件付けの強化を迫られる場面もある。特にジョゼの身に僅かでも危険が生じると自制できなくなるなど、やや情緒不安定であるが、それを差し引いても彼女の評価はきわめて「優秀」。兄を盲愛する妹のようにジョゼに依存・傾倒し、彼の愛情を強く求め、独占欲も強いが、ジョゼとともにお互い今一歩踏み込めないでいる。
物語の当初から義体化による条件付けの副作用が発現している。紅茶に大量の砂糖を入れる味覚障害、公社に来た当初にジョゼと金星を見た記憶が欠落していたり、冬の旅行のことを夏には忘れていたりという健忘症の描写があり、本人も「一年前のことを日記を見ても思い出せない」と自覚し、ジョゼの記憶を失うこと、自らの死でジョゼに貢献できなくなることを極度に恐れている。
タイトルのロゴに添えられているシルエットはヘンリエッタでありヒロイン格であると言えるが、物語が進むにつれストーリーの本流からは外される傾向にあった（言及してしまうと初期義体の稼動限界を描かねばならず、ストーリー構成上の一種の延命措置であった）。
ジャコモ＝ダンテを首謀者とする新トリノ原発での「五共和国派」との最終決戦において、テロ計画を予期していた社会福祉公社は戦力を少しでも多く欲し、ジョゼもまたヘンリエッタの寿命に絶望、同意の元に強度の再条件付けが行われて以前の記憶を失い、少女の姿をしたロボット兵と化した。
しかし、戦闘中に素体時代の暴行事件の記憶が蘇ったため錯乱状態に陥り、制止しようとしたジョゼに致命傷を負わせてしまう。記憶を取り戻したヘンリエッタはかつて自らが暴いたエルザ・ラウーロ組の心中事件の真相を思い出し、それに倣って最期に2人で想いを遂げる。
アニメ版第1期では、ジョゼによる教育の一環としてテーブルマナーを学ぶところ、ウェイターがフォークとナイフを下げる場面を見て「ジョゼの身に危険が迫っている」と勇み足を犯したり、外出許可を申請しているジョゼにフェッロが近づくと嫉妬心を見せたり、一匹狼のエルザと仲良くしようと歩み寄ろうとしたり、原作で接触がなかったマルコーにアンジェリカのそばにいてほしいと嘆願したりするなど行動場面が多く追加された。
 リコ (Rico) 
声 - 三橋加奈子 / 塩野アンリ
担当官はジャン。ショートカットのブロンドの髪と青い瞳。ファッションには無頓着で、通常はズボンを着用しボーイッシュな格好をしている。自室はヘンリエッタとの相部屋で、二段ベッドは下段を使っている。狙撃手を任される事が多い。
CFS症候群による先天性の全身麻痺患者で、生まれてからずっと入院生活を送っていた。それが原因で両親の仲は悪化し、身寄りが居なくなったため公社に引き取られる。義体化により11歳の誕生日に動く身体を手に入れた。義体になって初めて見たり触れたりすることが出来るようになったため、あらゆる日常に新鮮さを感じており、公社での生活を誰よりも自然に受け入れている。そのためかジャンに叱られたり、殴られることにさえ嬉しさを感じている。基本的に明るく好奇心旺盛だが、感情の起伏は少なく（喜怒哀楽の感情のうち、「怒」だけが抜け落ちた状態）、任務では無表情になる。また、条件付けで失うはずの義体化以前の記憶を持つ描写があり、自分の身体が再び動かなくなり、ジャンに見捨てられることに恐怖を抱いている。
ジャンには完全に仕事の道具として扱われており、「条件付け」は躊躇無く最も強く施されているが、却って良い結果になっているようでもある。
ジャコモ＝ダンテとの対決で瀕死の重傷を負ったジャンが、仇を討った事でこのまま恋人ソフィアの元へ逝くことを望んだのに対し、自分を残して死なないで欲しいと哀願、涙を流した。
社会福祉公社が洋上の船に本部を移した後、1年後に死亡した。
イタリアでは本来「リコ」という名前は男性名である。ジャンの不自然な命名に驚かれることもあるが、「リコ」は男性名Enricoの短縮形であり、女性名にするとジャンの妹と同じ「エンリカ(Enrica)」になる。作者がこの物語で最初に考えたキャラクターであり、最も思い入れがあると発言していた。
 トリエラ (Triela) 
声 - 仙台エリ / 榎本温子
担当官はヒルシャー。公社が2番目に完成させた義体。褐色の肌と長い金髪の少女。登場する義体の中では唯一純粋なヨーロッパ系ではない。精神年齢が高く聡明で、他の義体の面倒見も良い。真面目でさっぱりした性格だが、実は非常に繊細。ヒルシャーに対してだけは素直になれず、独り苦悩を抱えている。イタリア語の他にドイツ語とフランス語を操るトリリンガルで、高い教養をも持ち合わせているため、他の義体の勉強では教師役を務めるほど。トリエラ自身はそれらをヒルシャーから教わっている描写もある。戦闘能力と観察・判断能力も極めて高いため（合同訓練に赴いた軍隊では「天才少女」と称された）、複数の義体で作戦を行う場合は突入役を担うことが多く、銃剣やナイフ類を扱い近接格闘もこなす。
1期生の中では年長組で比較的高身長のため、変装して成人女性として任務に就くこともある。服装は、プライベートでもネクタイとスーツが多い。その一方で少女のような柔らかい服装も望んではいるが、ヒルシャーにそういう服をねだることが気恥ずかしくて口に出せないでいる。ヒルシャーから時折贈られるテディベアを集め、名前をつけている。当初は白雪姫 (1937年の映画)に出てくる七人の小人の名前を名付けていたが、7体を超えてからは歴代ローマ皇帝の名前を付けている。義体の少女らの中では、唯一生理痛に苦しむ描写がある。自室はクラエスとの相部屋で、二段ベッドは下段を使っている。マリオ・ボッシの裁判中、彼の娘であるミミの護衛に付き、彼女と過ごす中で自身の心情を悟られたことで彼女と親しくなる（アニメ版では、ミミの要望に応えてナイフ3本を使ったジャグリングを披露した）。
ヒルシャーのある思いから条件付けが比較的弱いため、他の義体とは違って異論を持ち合わせ、全てを客観視するリアリストかつニヒリストである。公社と義体についても客観的視点を持って認識しており、義体である自分の運命として死が迫っていることを受け入れている。単行本9巻頃から、健忘症や味覚異常などの障害が現れ始めた。
自分の過去にはあまり執着しておらず、「ポルノ・ムービーかスナッフ・フィルムにでも出演させられていたのではないか」と他人事のように語るほどだった。その素性は自らが語った通り、カモッラによるスナッフ・フィルムの撮影のためにチュニジアから拉致され、ユーロポール時代のヒルシャーが同僚ラシェルと共に救出した少女であることを、元カモッラ幹部のマリオ・ボッシの口から語られた。時折ラシェルのことを夢に見て「お母さん」と呼んでいる。ヒルシャーに助け出された結果、公社によって義体化されてしまったことを詫びられ、ヒルシャーの望みはただ一つ「自分に少しでも永く生きてもらうこと」だと知る。自分の存在がヒルシャーの生き方を縛っていると自覚し自分を責める一方、条件付けの副作用だと嘯いていた自分のヒルシャーに対する感情もまた純粋な愛情であると確信する。そして迫りくる寿命を精一杯にヒルシャーと共に生きることを決意した。
新トリノ原発攻略作戦序盤にてバレットM82による待ち伏せ射撃によって左腕と左足を失い、リコとエッタのために追撃を食い止めるためその場に留まることを決意。
例え生還したとしても強度の条件付けが行われ記憶が失われることは避けられないと悟り、重傷を負いながら1人足止めに奮戦し、最期は救出に駆けつけたヒルシャーを見て涙を浮かべ、共に闘い、共に絶命した。
 クラエス (Claes) 
声 - 小清水亜美 / 水野理紗
担当官はラバロ。素体の頃の本名はフレッダ・クラエス・ヨハンソン（Freda Claes Johansson）。父親が大学教授だったため家には多くの書物があり、幼い頃から本が好きだった。素体の頃は眼鏡を着用していたが、義体化されたことで眼鏡を必要としなくなったと共に読書の習慣は無くなった。
公社に来た当初は、義体の扱いに慣れず、俊敏かつ精巧な動作が出来なかった。ラバロに義体の操作訓練の一環でイタリア北部各地に釣りに連れられた。そこから無為に時間を過ごす楽しみを教わり、大量の本があるラバロの自室を訪れたことから再び読書を習慣とするようになる。自室はトリエラとの相部屋で、二段ベッドは上段を使っている。
ラバロの死亡により「条件付け」の書き換えによってラバロの記憶は消去されたものの、担当官の変更は困難だったことから通常の義体としての運用が不可能なことが判明し、その代わりに従来義体全員で分担していた義体開発用の試験を集中的に課せられることになった。その結果、義体開発の進捗は早まったとのこと。
ラバロから渡された素体時に使っていた眼鏡をレンズを換えて伊達眼鏡として使っている。ラバロが死亡する直前に「眼鏡をしている時はおとなしいクラエスでいて欲しい」という「命令ではない血の通った約束」を交わした。このため、ラバロの記憶は一切失っているものの眼鏡をしているときはクラエスは銃を撃てず、眼鏡に触れられることも極度に嫌うようになっている。ただし、ラバロによる戦闘訓練の経験は残っており、7巻では2期生のペトルーシュカを素手で制圧している。ラバロとの釣り旅行をした経験からか、自ら描く絵画は常に水辺の風景であり、湖を見ると（今のクラエス自身にとっては）理由もなく落ち込み涙を流してしまう。ただ、彼との「約束」だけは記憶を消された現在も覚えており、その約束の方が条件付けの縛りに勝っている。精神年齢が高く淡白な性格で孤独を愛し干渉を嫌うが、人付き合いは良い。音楽、読書を好み、菜園を作ったりと、義体の開発試験を行っている時以外は気ままな生活をしている。1期生の中ではトリエラと共に年齢は高く、化粧をすれば10代後半程度に見える。
軍による公社制圧作戦の際、単身で機関銃を携え自身の菜園や生活を守るために戦おうとするも、投降を呼びかける指揮官の口からラバロの名が出たことで不意に戦闘意欲を喪失。その姿を見た技術職員達が守備を放棄し、身を挺して彼女の元へ駆けつけたため、結果的に制圧作戦を未実施に終わらせることとなった。
公社の施設を船上に移すことになり、自分の花壇を守り切れなかったことを悔いるも花壇の植物は自然に還した。そののち、リコとペトラが息を引き取るのを看取り、自身の寿命が尽きるのを待ちながら最後の一期生として義体研究の協力や、読書の日課を繰り返す生活を送る。
アニメ版では、戦闘にあたって眼鏡を外す描写がある。また、クラエスには似つかわしくない大きなアナログクロノグラフウォッチを愛用している。
作者によると、トリエラのルームメイトとして発案したとのこと。
 アンジェリカ (Angelica) 
声 - 寺門仁美 / 花澤香菜
担当官はマルコー。愛称はアンジェ。素体時の本名はアンジェリーナ。経営する町工場の運転資金に困った両親が保険金殺人を目論み、轢殺されかける。一命を取り留めたところを公社に回収され、公社で最初に完成した義体となる。本名にちなみアンジェリカ（天使の意）とマルコーに命名される。穏やかで優しい性格。最も古くからの義体であることから、義体の改造を繰り返され、投薬の量や方法も手探り状態だったため、義体の中で薬の副作用が最も発現し不安定で実戦に投入される機会は少なく、物語開始時点から入院がちだった。マルコーと過ごした記憶も障害によって断片的になり、その事実を直視できなかったマルコーからは次第に冷たく遇されていった。
末期には健忘症の傾向が激しくなると同時に、半年以上前の記憶をつい最近のことのように語ったり、義体になる前の記憶が夢や白昼夢として戻るなど、記憶と認識が錯綜した症状が見られた。五共和国派による官庁を狙った自動車による爆破テロが発生した際、マルコーと共に警備を担当していたアンジェリカは自らの身体を盾にして義体としての役割を証明しマルコーを護り自分は重傷を負う。身体は修復されたが昏睡状態に陥り、脳の状態から「寿命」が近いことが判明する。
技術部員のマリアンナには「覚醒は絶望的」と言われたが、マルコーが病室に入ってきた際に目を覚まし、マリアンナを驚愕させた。また、素体の頃に飼っていた犬の「ペロ」との対面で、一時的に過去の記憶を取り戻す。その後3日間眠り続け、最後に目覚めた時には記憶が完全に錯乱しマルコーのことすらも忘れてしまっていた。しかし、枕元で落ち込んでいるマルコーを元気付けるため、既に忘れてしまっていたはずの「パスタの国の王子様」の物語を最後まで語り聴かせた後、静かに息を引き取った。その遺体は公社敷地内の修道院跡に埋葬され、"寿命"で死んだ最初の義体となった。
 エルザ・デ・シーカ (Elsa de Sica) 
声 - 能登麻美子 / なし
担当官はラウーロ。愛称はエルザ。思いつめる性格で、他の義体達とは一切交わろうとせず会話もほとんどなかった。これは素体時からの性格とのこと。寮の部屋も1人で使っていたが、自室の荷物は何も無く、私物はラウーロの写真ただ1枚だけだった。その一方で能力は高く、ラウーロ自身も優秀だったことから、フラテッロとしては非常に優れていた。
エルザにとってはラウーロが全てだったが、彼からは単なる道具として扱われていた。その結果、永遠に手に入らないものを前に、本来有り得ないはずの義体による担当官の殺害という悲劇的な結末に至ってしまう。この事件は、義体に懐疑的な作戦1課に知られないように、五共和国派による暗殺として処理された。当初、義体の暴走の原因は公社にとって理解しがたい現象であったが、ヘンリエッタだけは最初から"無理心中"と理解していた。
原作では登場した時点で既に死亡していたが、アニメでは彼女の死に至るまで経過が描かれた。ある任務でラウーロはエルザに独りで仕事をやらせるが、ラウーロは自分の自動車で待っているだけだった。ラウーロはエルザに任務完了の証拠写真を撮らせており、ラウーロは余ったフィルムを何気なく撮影して使い切ってしまう。そのときに偶然に写っていたラウーロの写真がエルザ唯一の私物で宝物となった。自室で任務を確実に遂行するために銃を磨くのに余念がない所にヘンリエッタが訪ねたが、エルザは担当官への愛情が足りないとヘンリエッタを責めるだけだった。後日、ヘンリエッタと共に任務を行うが、自分らとは対称的なヘンリエッタとジョゼとの仲睦まじい会話を目にして激しく動揺する。ラウーロはエルザの動揺に関心を持たず、役立たずとしてエルザを任務から外してしまう。その直後のある晩、事件が起こる。
 ベアトリーチェ (Beatrice) 
声 - なし / 伊瀬茉莉也
担当官はベルナルド。愛称はビーチェ。瞳の色はブラック、髪はシルバーグレーのショート。嗅覚が鋭い。ベルナルドが饒舌なのに対し、口数が少なく無感情である。情感が薄いことは本人の口からも語られている。マイクロUZIを使用。物語初期から登場するが、登場回数は少ない。
ベネツィアのサン・マルコ広場の鐘楼に籠城するテロリストを排除する作戦においてトリエラと共に鐘楼外壁からの突入役に抜擢される。
展望台に到達後内部の制圧中に自爆用の500kgミサイル弾頭を発見、窓から投げ捨てようと500kg弾頭を持ち上げたところをダネル NTW-20対物ライフルによって狙撃され、胸部を撃ち抜かれながらも最期の力で弾頭を放り投げトリエラを救ったが、爆発に巻き込まれて殉職した。
彼女の死はジャコモに対義体戦における対物弾の有用性を認識させることとなった。
 シルヴィア (Silvia) 
瞳の色はライトブルー、髪はウェーブの掛かったロングでブロンド。担当官（氏名不明）との仲は良好だった様子で、担当官とボローニャ大学での1年に渡る活動についての会話を行う場面がある。義体化されて既に3年弱が経ち、記憶障害が激しく末期症状を発症し寿命が近付いている。寿命を待つより戦場で死ぬことが兵士の本懐だとしてサン・マルコ広場の鐘楼の突入作戦において捨て駒の陽動として投入される。
キアーラと組んで正面玄関から突入後、階段を登ってテロリストを追い詰める役割であったが、正面玄関のドアを開けた直後設置されていた指向性対人地雷の直撃に遭い、殉職した。
 キアーラ (Chiara) 
瞳の色はブラウン、髪色はブラック。シルヴィアよりも若い義体。シルヴィアと同じく鐘楼での作戦に参加、正面玄関からの突入を担った。
敵を引き付ける標的となって先行するシルヴィアを狙撃しようとするテロリストを狙撃しつつシルヴィアを追走。シルヴィアと共に指向性対人地雷の直撃を受けたが、重傷を負うも辛うじて生還した。
ボーイッシュな髪型のため、同じくボーイッシュなリコとの差別化として可愛らしい服装にしたとのこと。

##### 2期生
当初の計画では10体を予定とし、1月に2体のペースで義体化が行われているとのこと。既に数体が完成し義体棟で寮生活している描写があるが、個別のエピソードが描かれているのはペトルーシュカのみである。
 ペトルーシュカ (Petrushka, Petruška) 【ロシア語表記：Петрушка】 
担当官はアレッサンドロ。愛称はペトラ。機能強化目的義肢・サイバネティクス試験体XB11-01。素体の時の名前は、エリザヴェータ・バラノフスカヤ。外見はアレッサンドロの意向で高校生程度に設定されているが、「赤毛にだけはしないでくれ」というリクエストに反して赤毛にされた。瞳は緑。バレリーナだった素体の頃からの習慣で毎朝のストレッチ体操を日課としている。また、条件付けに強い縛りをかけないという2期生のコンセプトにより素体の影響を強く受けているうえ、アレッサンドロに関する検査質問に「愛しい人です…」と答えるように強制ではない愛情を抱くなど1期生とは一線を画している。アレッサンドロの影響を受け、化粧や人間観察、役作りして演技するなどの技術で作戦成功に持ち込むことが多い。性格は明るく、コメディリリーフ的な役回りも多い（喫煙シーンで「20歳そこそこ」と誤魔化すなど）。
ペトルーシュカという名は、素体がロシア人と聞いたサンドロによってロシアバレエの有名な演目であり、人間になれない人形の苦しみを描いたストラヴィンスキー作のペトルーシュカにちなんで命名された。新トリノ原発テロ事件では、アレッサンドロの知力とペトルーシュカの義体能力により、原発指令所に立て篭もるエマとアシクの武装解除に成功。核爆弾の使用を寸前で止めることとなる。
作戦からは生還するが、素体時代に発見されていた骨肉腫と同じ遠因とされる白血病となり、そのことを告げられて素体時代の記憶を取り戻すことを望む。アレッサンドロもそれに同意し、ベリサリオの手で義体の実験の名目の元、条件付けを部分解除され(全ての解除も提案されたがペトラが拒否した)、封印されていた全ての記憶を取り戻す。ペトルーシュカの名前は義体にピッタリだとペトルーシュカ自身が肯定するが、演目のペトルーシュカとは異なり恋は成就するとアレッサンドロに反論され、アレッサンドロとお互いの愛を確認し合う。長い手足、積極的な性格など、ペトルーシュカはエリザヴェータの理想だったとし、義体になったことを肯定的に受け入れていた。
その後白血病の悪化により、洋上の公社にて最期を迎える。アレッサンドロに対し、北欧のある親子と会うことを遺言として残していた。
同人誌時代の『GUN SLINGER GIRL』にも登場していた。当時の名前は「ペトロシュカ」で、長い黒髪から「黒ペトラ」と呼ばれている。アンジェリカと印象が重なるため、当初キャストから外されていたことが著者によって明かされている。
 エリザヴェータ・バラノフスカヤ (Elizaveta Baranovskaya) 【ロシア語表記： Елизавета Барановская】
声 - なし / 坂本真綾
愛称はリーザ。ロシアのボリショイ・バレエ学校の6年生で、一流のバレリーナを志していたスモレンスク出身の16歳のロシア人少女。バレリーナとしては身長が低いことに悩んでいたが、努力を惜しまない性格で、芸術性と技術的には評価が高く、バレエ学校長のイリーナも彼女に入れ込み、地元のTV局からも取材を受けるほどだった。脚の骨折が快気しないことから精密検査を行い骨肉腫 が判明し、治療として医療技術の進んだイタリアに渡る。しかし脚を切断されて絶望し、病院の屋上から投身自殺を図った。一命は取りとめたが、親の収入では治療費を払えないとして社会福祉公社が収容し、義体・ペトルーシュカに改造される。病気の再発の懸念はあったものの、元々短命の義体に使うとしてその点は素体選択に考慮されなかった。担当することになったアレッサンドロとは手術前に偶然出逢っているが、アレッサンドロはペトルーシュカが彼女であったことは知らず、ペトルーシュカも当然その出来事の記憶を失っている。
アニメ版では、未登場のペトルーシュカやアレッサンドロとは無関係に登場。イタリアの病院で手術を受ける直前の場面でアレッサンドロと出会うシーンの場面では、アレッサンドロに代わりレオナルドと会話している。
 フレッチャ (Freccia) 
髪の色は金髪。前髪で右目が常に隠れている。担当官はフィオ (Fio)で、作中に登場した唯一の女性同士のフラテッロ。
ペトラ、ソニー、ガットネーロとは同室であり、よくペトロとアレッサンドロとの恋の進展が話題に挙げられる。
新トリノ原発テロ事件ではソニーらと共に歩兵戦闘車の足止めなどに活躍。水攻めからも辛くも逃げ延び、生還する。
ソニー (Sony)
髪の色はブラウン、タレ目でソバカスが特徴。担当官はガスパレ (Gaspare)。
フレッチャらと共に行動することが多く、新トリノ原発テロ事件にも参戦し、生還。後にクリスティアーノ宅侵入作戦にも参加している。
ガットネーロ (Gattonero)
黒い短髪で長身、ボーイッシュな服装をしている。担当官はルーポ (Lupo)。他の2期生に違わず、かなりハキハキとして性格を残している。
新トリノ原発テロ事件においては巨大な対物ライフルを携えて参戦。疾走する歩兵戦闘車の後部兵員室を精確に狙撃するも、追加の装甲に阻まれてしまった。
原発テロ事件から生還した後は、他の2期生と共にペトラとアレッサンドロの会話を扉越しに盗み聞いていた。

##### ゲームオリジナル
ピア (Pier)
声 - 田中小百合
担当官アーネスト。PS2版ゲーム三部作にのみに登場するオリジナルキャラクター。ヘンリエッタらより新しい世代の義体とされているため、2期生の可能性があるが不明。担当官アーネスト（声：内藤玲）と共に公社から脱走、五共和国派への亡命を図る。

#### 義体担当官
義体の運用と世話を担当し、担当の義体と担当官で一組の「フラテッロ（fratello、イタリア語で兄弟の意）」と呼ばれる。担当する義体に命名する権利を持つ。担当する義体の条件付けや運用は、公社の命令に反しない範囲で裁量が与えられている。二期生の担当官フィオを除き、全て成人男性である。
ジョゼッフォ・クローチェ (Gioseffo Croce)
声 - 木内秀信 / 三戸耕三
ヘンリエッタの担当官で、ジャンの3歳年下の弟。通称ジョゼ。ヘンリエッタには妹のように接しているが、逆にそのことが自身の負担になっている面もあり、義体の運用や「条件付け」についてジャンと対立することもある。劇中では何度か髪形が変わっている。
元は軍警察（カラビニエリ）の憲兵隊に所属していた。中尉としてセルビア共和国での国際連合平和維持軍への参加に満足しており、妹をはじめ家族を疎ましく思っていたことから、それとは無縁の戦場が好きだった。セルビアの任務が終了した後は、中東や中央アジアへの派遣を望んでいた。しかし、有名人である父の子弟が戦死や捕虜になることで生じる社会への影響を懸念した国防省の方針から、ジョゼにとっては不本意ながら帰国を命じられた。クローチェ事件で父・母・妹エンリカを亡くし、家族を疎ましく思っていたことを後悔し自暴自棄になっていたが、家族の復讐の機会を得たとしてジャンに引っ張られて社会福祉公社に転職した。
家を空けがちな両親、家族と言えど他人に興味を持たない兄に代わり、妹エンリカの面倒をみていたことからエンリカに溺愛されていた過去があり、ジョゼもそれを受け入れていた様子。その一方でエンリカのことを重荷に感じてもいた。その後、ヘンリエッタの担当官になってからは無意識のうちにヘンリエッタにエンリカを重ねて見ている。「エンリカ(Enrica)」と「ヘンリエッタ(Henrietta)」は同じ由来をもつ名前である。
ジャコモ＝ダンテが表に出てきた事で復讐を果たすことに固執し始め、ヘンリエッタの条件付けを書き換えてしまう。ジャコモを首謀者とする新トリノ原発での五共和国派との最終決戦において、過去のトラウマを思い出し錯乱状態となったヘンリエッタを制止しようとして瀕死の重傷を負う。正気に戻ったヘンリエッタがエルザ・ラウーロ組と同じ結末を望んでいることを悟り、思いを受け入れる。
ジャン・クローチェ (Gian Croce)
声 - 宮本充 / 子安武人
リコの担当官。ラバロ死亡により担当官不在となったクラエスも担当する。ジョゼの3歳年上の兄。義体担当官のリーダーで、現場では無線で担当官への指示を行う。条件付けに対して何の躊躇いも無く、義体は仕事の道具であるとリコの前であっても公言し、彼女にも冷たく接している。仕事には厳しく、リコに対する体罰、同僚達への遠慮無い指導、拷問相手に過剰な暴力を振るうなど目的のためには手段を選ばない冷酷な性格だが、6巻以降は以前よりも感情的になる場面が多くなっており、リコが海に落下した際に助け、労いの言葉をかけたうえで「夕日の海を見ると悲しくなる」と自信の胸の内を明かした。
第二次世界大戦のイタリアの英雄だった祖父に憧れ、法律家になることを薦める父の意見を押し切って18歳で陸軍士官学校に入校。5年後、士官学校を次席で卒業して23歳で中尉となり新任で軍警察カラビニエリの第一パラシュート連隊に本部付き情報参謀として着任した超エリート。連隊幹部からも幹部候補として嘱望されていたが、パラシュート連隊を踏み台に特殊部隊GISに転属を上官に対しても公言していた。家族にも関心が薄く自分だけが可愛いと考えており、他人への愛情が薄いと自他共に認めていた。しかし、連隊の伍長だったソフィアと出会い、ソフィアの告白を受け入れて恋人となり婚約する。ソフィアのジャンに対する情愛は、ジャンの他人に対する情に変化をもたらしていた。ソフィアという新しい家族の存在が、バラバラだったクローチェ家の人々の関係をも好転させようとしたまさにその時、「クローチェ事件」が起こり父・母・妹とソフィアを亡くす。事件に関わったロレンツォより社会福祉公社に勧誘され、五共和国派に対する個人的な復讐を目的として籍を置くこととなる。
弟のジョゼとヘンリエッタの関係が、かつてのジョゼと妹エンリカの関係に重なっていることを密かに危惧している他、ジャン自身もエンリカに強いこだわりを持っており、6巻ではエンリカの幻影に向かって、激昂しながらも人間の弱さを認めるという場面もあり、戦い続ける事で参る墓、供える花が増えていくことを自嘲している。
新トリノ原発での五共和国派との最終決戦において、ジャコモ＝ダンテとのナイフ戦で左胸を刺される。サポートに向かったリコがジャンを盾にしたジャコモにダネル NTW-20対物ライフルを向けた際、撃つ事に躊躇するリコに「ジャコモを討つ」という己の望みを叶えるため諸共に撃つことを命令し、右腹も負傷。ジャコモを討ち、瀕死の状態で本懐を遂げた感謝の言葉と別れをリコに告げるが、私のために生きてというリコの言葉に動揺する。無意識の中で誰かに呼ばれたとして重体から生還。最終話で、新右翼を監視する諜報組織の局長となっており、リコの遺影の前で左手の薬指に指輪をしているシーンがある。
ヴィクトル・ヒルシャー (Victor Hirscher)
声 - 江原正士 / 松風雅也
トリエラの担当官。ドイツ人。本名：ヴィクトル・ハルトマン (Victor Hartmann)。元は欧州刑事警察機構（ユーロポール）児童虐待取締班に派遣されたドイツ警察の警官。ユーロポール時代に遭遇した事件（「カモッラの虐殺」）に大きな影響を受けており、それがトリエラとの関係に悩む一因になっている。生真面目な性格で、過度の条件付けにも反対しているが、これもまたトリエラとの関係を複雑にしてしまっている。父親に勘当されているが、母親は今でも彼のことを気遣っており、早くドイツに戻ってくるよう説得されている。母にはイタリアの役所に勤務していると話している。
ユーロポール時代に、単純な使命感で児童を対象にしたスナッフ・フィルムの暗部に介入し、足を洗いたがっていたカモッラ幹部のマリオ・ボッシから犯行の情報を得る。その頃知り合った同僚の監察医ラシェル・ベローと共にアムステルダムのスナッフ・フィルムの撮影現場へ上司に無断で潜入を行うが、ラシェルは腹部に銃弾を受けてしまい、現場に残された少女への救急救命措置にて一命を救ったものの殉職してしまう。その少女は昏睡から回復しないもののオランダ警察は回復を期待していなかったため、オランダの入院先からマリオと共に独断で最先端医療技術を持つと噂に聞くイタリアに少女を移送し、ユーロポールに背信した。この少女が後のトリエラである。素体を求めていた公社は彼女を受け入れたものの戦闘用に義体化してしまい、ヒルシャーは事実を知って激昂するが公社の機密を知ってしまったとして処刑を待つ身となる。ジャンにトリエラの身分と自身の命の保証の取引を持ちかけられ、公社が偽造した戸籍で公社に籍を置くことになった。ラシェルの遺言と自分の希望であるトリエラを生きながらえさせるため、トリエラとフラテッロを組む。ファーストネームは本名のままだが、「ヴィクトル」と呼ぶ人間は少なく、作中では主に偽名の姓である「ヒルシャー」と呼ばれている。
任務で出会ったロベルタ・グエルフィと恋仲になるもトリエラを守ることを自身の役目だとして優先し、新トリノ原発戦では、怪我で行動不能になり敵の追跡を食い止める役目をかって出てその場に居残ったトリエラを助けるため、単独で向かいトリエラと共に殉職。決戦前にロベルタと会い、自身の遺言を書いた手紙と鍵を残していた。その鍵はスイス銀行の貸し金庫の鍵で、中の手紙には自分とトリエラの半生が綴られており、密かに採取していたトリエラの卵子というラシェルが繋いだ希望のバトンを繋いてくれることをロベルタに希望した。
マルコー・トーニ (Marco Toni)
声 - 井上倫宏 / 矢尾一樹
アンジェリカの担当官。誕生日は1968年11月28日。パンテオンの警察官として勤務しており、フランカことカテリーナにパトリツィアを紹介され恋人となる。能力を認められ内務省治安作戦中央部隊（NOCS）に移籍するも、目の負傷による視力低下を理由（口実）に解任され、一般の警察官勤務には飽き足らず退職する。友人のビアンキの紹介により社会福祉公社に入り、交通事故で重体だったアンジェリーナの担当官となった。注射を嫌がるアンジェリーナの気を紛らわすために即興で童話「パスタの国の王子様」を作り聞かせる。アンジェリーナが義体化されアンジェリカとして生まれ変わってからも、注射を嫌がるアンジェリカのために童話の創作を続けるが次第に無理が出てきて、まだ仕事が無かった二課の課員を巻き込んで創作を続けた。当初はアンジェリカには熱意を持って接していたが、繰り返し施される「条件付け」の副作用により、教えたことを忘れてしまうアンジェリカを見て失望してしまった。根は真面目で明るいが、アンジェリカへの対応を含め何事に対しても強がって冷静と客観を装っている。公社の仕事の内容が部外秘であることからパトリツィアに真実を話せなかったため、重荷になりたくないと考えた彼女から離別を切り出されてしまった。
アンジェリカが寿命間近であることを知り、彼女の夢に出てくる犬がアンジェリーナだった頃に飼っていた犬であること、今は遠縁の親戚が飼っていることを突き止め、引き合わせる。マルコーのことすら記憶から消えてしまい、アンジェリカのことで落ち込んでいるマルコーを元気付けるためにアンジェリカは、忘れてしまっていたと思われていた「パスタの国の王子様」を語って聞かせ、そして息絶えた。
公社内の墓地にアンジェリカを葬った後、現在は二期生の担当官を統括する立場となっている。新トリノ原発戦では、司令室攻略班の指揮を取るが、罠に嵌り隔壁に閉じ込められた上、水攻めに遭う。原発制御室をサンドロ・ペトルーシュカ組が陥としたことで、水攻めを回避。その後、公社の幕引きを目論む一部政府勢力から反乱軍として政府軍に包囲されたとき、降伏を勧められるなか徹底抗戦を進言する部下に、なんとしても生きていくことを説く。
クラウディオ・ラバロ (Claudio Labaro)
声 - 堀内賢雄 / 同左
クラエスの担当官。小銃の暴発により脚を負傷し軍警察を退役したジャンの元上司。退役時の階級は大尉。未練がある軍警察に公社の力で復帰するため、ジャンの誘いで3年間だけという条件で担当官になった。
ジャンはラバロに義体の命名に男性名を助言していたが、本名のミドルネームを採用した。当初はクラエスに対し突き放した接し方をしていた。射撃訓練にて7ヤード（アニメでは20ヤード）必中になるまで帰るなと指示を出し、ラバロ本人はクラエスを置いて帰るも翌日になってもクラエスが一晩中雨の中で射撃を続けていたことを知り、愕然とする。ジャンから「まずは体を上手く動かす訓練をさせた方がいい」という助言を受け、義体の操作訓練という名目でクラエスを度々釣りに連れて行くようになる。クラエスが素体時代は読書家だったのを踏まえ「いい兵士になるため」として読書を薦める。ラバロはクラエスに対し「軍警察に復帰するため」「お前には興味がない」と言い放つが、公社では教官と生徒の役割を演じる一方で次第に娘に接する父のような愛情が芽生えている様子がうかがえる。
ある日、銃の扱いが未熟なヘンリエッタを射撃場に入れたジョゼに対して、ラバロが制裁を加えたことでヘンリエッタが激昂し、ラバロを守るべくクラエスがヘンリエッタに銃を向けるという事件が起きた。こうした事件を未然に防ぐためとは言え彼女らの寿命を縮める条件付けを躊躇なく行うジャンと対立し、社会福祉公社の実態をマスコミに公表しようとするが、その直前ひき逃げに遭い死亡。その直前のクラエスとの別れ際にクラエスの素体時の眼鏡を手渡し「眼鏡をしている時はおとなしいクラエスでいてくれ」という命令ではない血の通った約束をした。その際に自室の鍵も渡したことから自分が公社により暗殺されることを予期していたと推測されるが、ひき逃げの犯人は明らかにされていない。なお、ジャコモとの決戦の直前、ジャンがクラエスに「お前には悪いことをした。今のうちに謝っておく」と伝え、さらに「すまなかった、ラバロ大尉」と心の中で謝っている。
アレッサンドロ・リッチ (Alessandro Ricci)
声 - 白石稔（ドラマCD）
ペトルーシュカの担当官。通称サンドロ。アレッシオ・リッピの偽名を名のる時もある。殺伐としがちな本作におけるコメディリリーフ的な存在であり、ギャグ描写も多い。
20歳無職の時分にロッサーナに見出された直弟子で、内務省スパイ養成所を経て公安部公安1課に所属。仕事では調査対象に近しい女性と肉体関係を作り情報を得ることを専門に行っていた。軽薄そうに振舞っているが、相手の本心を窺うためである。相手の仕種や会話などからその人物の背景を見抜く抜群の人間観察能力を持つ。敵であろうと不必要に傷つけることを好まない。ペトルーシュカにはロボットではなくパートナーであることを望んでいる。
ロッサーナの私室を見た数少ない一人。ロッサーナを最も理解する人間として彼女の弱さも理解し、恋人となる。自らの人格の空白を埋めるためあらゆる知識と経験を溜めていったロッサーナの姿を真似るかのように、アレッサンドロも知識を蓄えていく。その結果、彼の私室はロッサーナのそれと同じく倉庫同然のような状態になっていった。しかしある日突然、ロッサーナは失踪。裏切られたとの想いが残った。パートナーとなる義体（ペトルーシュカ）を構築する際、ロッサーナが赤髪であったため「赤髪だけにはするな」とリクエストしているが、そのリクエストは見事に裏切られることになる。
新トリノ原発戦では、マルコー達の救出と核爆発阻止のため、司令室に篭るアシクに対し心理戦を仕掛け、床下から潜入したペトラと共に武装解除を成功させる。
ペトルーシュカ本人の希望により条件付けを解除したのち、ペトルーシュカの素体であったエリザヴェータの恋人アレクセイにペトルーシュカのバレエの動画を見せ、病死したエリザヴェータは臓器移植されて匿名の少女（＝ペトルーシュカ）の身体の中で生きているとし、バレエでアレクセイが活躍することを願う。その後、恋仲であることをペトルーシュカと確認しあう。白血病でペトルーシュカが死亡した後、ペトルーシュカの遺言で北欧の親子と会いに旅立つ。
ラウーロ (Lauro)
声 - 津田英佑 / なし
エルザの担当官。自分に対して忠誠と愛情を注ぐエルザに対し何の感情も持たず、彼女を単なる道具として扱っていた。そんな彼の態度がエルザを追い詰め、エルザに射殺される。原作では死体として登場し、その顔や人物像も不明のままだった。アニメ版では、そのシーンに繋がるエピソードも描かれた。公式な身分は、ローマ在住でエルザと親娘の商社マンということになっていた。
ベルナルド (Bernardo)
声：なし / 中野裕斗
ベアトリーチェの担当官。ベアトリーチェと正反対の性格で、軽めな性格でおしゃべり好き。裁判所と牢獄とを渡しているため息橋の前で、ため息橋はこの世とお別れをする橋であるとベアトリーチェに解説をし、死を最悪のこととし、臆病な自分には出来ないその仕事をする役目がベアトリーチェだとベアトリーチェに説いた。
アーネスト (Ernest)
声：内藤玲
ピアの担当官。PlayStation 2版ゲームの第3部のみに登場するオリジナルキャラクター。ピアと共に公社から脱走、五共和国派への亡命を図る。

#### 義体と担当官を除く社会福祉公社職員

##### 義体と担当官を除く作戦二課課員
設立当初は10名ほどの組織だった。人員も実績もなかったことで、義体の補助をする以外の仕事がなかったが、アンジェリカがジョルジョとアマデオの喧嘩を身体を呈して防いだことで義体の有能性が上層部に知られるようになり、仕事が回ってくるようになった。デスクワークの課員も大規模作戦の場合は現場に出動するため、実務訓練を行っている。
ロレンツォ・ピエリ (Lorenzo Pieri)
声 - 家中宏 / てらそままさき
社会福祉公社作戦二課の課長。内務省SISDE（民生治安情報部）で対国内テロを担当していた。五共和国派を精力的に摘発しているクローチェ検事へのテロを警戒しており、クローチェ家の持つタオルミナの別荘でのバカンスで護衛作戦を指揮していたが、クローチェ事件の発生を許してしまう。社会福祉公社の設立で作戦二課長に着任。その結果、クローチェ事件の主犯と目されたジャコモが首謀するサンマルコ広場の鐘楼事件では冷静を欠いてしまう対応になってしまった。
フェッロ (Ferro)
声 - 中川里江 / 同左
一般二課員のリーダーを務める女性。社会福祉公社設立以前からのロレンツォの部下。公社ではジョゼの作戦を補佐する場面が多い。無愛想だが、ただ仕事に厳しいだけだと予想する課員もいる。タイトスカートのスーツとネクタイを着用していることが多い。「Ferro」とは「鉄」を意味するが、あだ名であるか本名の姓であるかは不明。いずれにしても、ファーストネームは明かされていない。ニハッドにキリスト教の教えである「汝の隣人を愛せよ」について問われたとき「相手も愛してくれるとは限らない」と返す現実的な性格。
プリシッラ (Priscilla)
声 - 鈴木真仁 / 高橋まゆこ
作戦二課創設初期時からのメンバーの女性。アンジェリカには「愛の堕天使」と自己紹介していた。元財務警察(Guardia di Finanza)の警察官で、敵組織の経済面の分析を担当する。アンジェリカにかつては「プリシッラちゃん」と呼ばれていたため、副作用でそれらの記憶を失ったアンジェリカに対し命令として呼ばせている自分に嫌悪している。陽気な性格だが、不器用な生き方しか出来ない自分らが行き着いた公社で、公社の仲間の仲を取り持ったのがアンジェリカであるとして、アンジェリカに心を砕いている。また、薬切れを起こしたアンジェリカに手首を握り折られたことがあるが、アンジェリカに責任はないとして周囲に報告しないように要請していた。寿命が尽きるアンジェリカのために奔走する。
オリガ (Olga) 【ロシア語表記：Ольга】
声 - 尾小平志津香 / 加藤沙織
大柄なロシア人女性で、作戦二課創設初期時からのメンバー。愛称：オーリャ。ロシアの大使館勤務の諜報員だった。尾行を撒くのは日常茶飯事だったらしい。義体の少女たちをバレリーナにしたがっている。
アマデオ (Amadeo)
声 - 前田剛 / 細谷佳正
赤毛で顎割れの色男。海兵隊出身で、作戦二課創設初期時からのメンバー。アンジェリカとの初対面で「愛の伝道師」と自己紹介した。ジョルジョとナイフを使うケンカをした制裁として、二人には解雇ではなくヘリフォード（英陸軍特殊部隊SAS本部がある）に「出張（過酷で有名なSASの選抜訓練に参加）」をさせられた。
ジョルジョ (Giorgio)
声 - 下崎紘史 / 同左
陸軍出身、作戦二課創設初期時からのメンバー。二課の設立直後で仕事が無く苛立っていた時に、「義体の少女の世話をして給料が貰えていいじゃないか」と言うアマデオと口論となり、ナイフを取り出して喧嘩をしたことがあった。それを見たアンジェリカが身を挺して仲裁したことから、義体の効果が評価され二課に仕事を任されるようになった。オリガから「馬鹿ジョルジョ」と呼ばれるだけあり、直線的で前向きな男。
アルフォンソ (Alfonso)
声 - 岩崎征実 / 渡辺秀雄
浅黒い肌。金髪をオールバックにし、顎ヒゲがある。任務で自動車の運転や自動車のチェックなどを行うことが多い。
ニハッド (Nihad)
声 - 土屋裕一 / なし
アラブ系の人種。キリスト教徒もしくはキリスト教圏の出身ではない。
マリオ (Mario)
声 - 下崎紘史 / なし
内勤の課員。

##### 作戦部
モニカ・マリア＝ペトリス (Monica Maria Petris)
声 - 赤土眞弓 / 吉沢希梨
社会福祉公社作戦部の部長を務める女性。作戦一課と二課を統括する。メッシーナ海峡横断橋会社のイザベラ・ダンジェロ理事長とは旧友。

##### 作戦一課課員
ドラーギ (Draghi)
声 - 小村哲生 / 辻親八
作戦一課の課長。義体について否定的な見解を持っている。作戦二課を疎ましく考えており、二課を失脚させるように動くこともある。
新トリノ原発テロ事件においては作戦一課の現場指揮官として参戦、奮戦するもM.I.A.（作戦行動中行方不明）となる。
ピエトロ・フェルミ (Pietro Fermi)
声 - 池田秀一 / なし
無精ひげを生やした男。エレノラとコンビを組む。ドラーギから指示を受け、作戦二課のエルザ事件を調査する。調査結果を報告した後も、納得がいかずに休暇を取って独自に調査をする。ジャンによると、捜査員としてはなかなか優秀とのこと。少女を諜報や暗殺活動に使っていることに抵抗を感じている。
新トリノ原発テロ事件では鎮圧のため出動し生還。その3日後、エレノラとの現場調査にてヘンリエッタとジョゼの死亡を確認、遺体の回収を行った。
エレノラ・ガブリエリ (Eleonora Gabrieli)
声 - 水野理紗 / なし
社会福祉公社作戦一課の若い女性課員。ピエトロとコンビを組んで作戦二課のエルザ事件を調査する。マメな性格で、ピエトロに必要な下調べを入念に行うが、本人曰く記憶力がないので手帳に書き込んでいる。その手帳にはいくつかの料理のレシピさえ書かれている。新トリノ原発テロ事件にも鎮圧のため参加。
コーエン (Cohen)
社会福祉公社作戦一課員。ニコラス・カンビオ (Nicholas Cambio) は偽名の1つ。ピノッキオの住む家に侵入したが、逆に殺害される。
ジェレミア (Geremia)
声：なし / 川本成
マティアスとコンビを組む。3年前に爆弾テロに遭った際に指を2本失い、左目は義眼になった。サングラスを着用している。過去の経験から爆弾テロリストを憎んでおり、フランカの身柄を本部に素早く引き渡さずに暴行を加えた。その結果、フランカを救出に来たフランコに銃撃され死亡。
マティアス (Mathias)
声：なし / 上田陽司
ジェレミアとコンビを組む。ローマでマリノフの事務所に張り込んでいてフランカを偶然見つけ、罠に嵌めてフランカを拘束する。フランカを拘束するもピノッキオに刺されて死亡。コミック版では建物の玄関前を警備していたが、アニメ版では玄関の内側でヴィートの異変に気付くも、ピノッキオに刺されて死亡。
イルマ (Irma)
声：なし / 柚木涼香
ヴィートとコンビを組む。過去に爆弾テロに遭い、そのときの破片を未だ腹部に抱えている。妊婦に変装してフランカの注意をひき、ヴィートともみ合っているフランカをスタンガンで気絶させ、フランカを拘束する。休息中にフランカを奪還しに襲撃してきたピノッキオの投げナイフを受けて死亡。その死体は対人地雷を隠すために使われる。作戦2課と合同の現場調査で課員が安易にイルマの死体を動かしてしまい起爆したが、ヘンリエッタの対応で被害は最小限に食い止められた。
ヴィート (Vito)
声：なし / 御園行洋
イルマとコンビを組む。妊婦で苦しむ演技をしたイルマで注意ひいて後ろからフランカを襲撃する。しかし自らの影で忍び寄ることを察知され反撃される。その隙にイルマがスタンガンでフランカを気絶させた。ジェレミアがフランカに対し暴行を加えることで自らの憎悪の対象であるテロリストに復讐していた時、フランコとピノッキオの襲撃を受けて死亡する。コミック版では建物の入り口の中でフランコの携帯電話爆弾で爆死したが、アニメ版では建物の外を警備していて気付かれずに近寄ったピノッキオにナイフで殺される。

##### 技術部
義体への改造、メンテナンス、技術開発を担当する。ほとんどが医師・医学博士である。
アダーモ・ベリサリオ (Adamo Belisario)
声 - 山崎たくみ / 真殿光昭
義体の条件付けを担当する。技術部の中心的な人物。4つの博士号を持っている。ラ・サピエンツァ大学で研究を行なっていた時に、ブルーパージの一つとしてテロ容疑で公職を追われ、公社にたどり着いた。
複数の博士号を持ちながら「人間の心」に対しての疑問が消える事はなく、その研究姿勢は「蛇」のようだと評された。
フェルナンド・ビアンキ (Fernando Bianchi)
声 - 真殿光昭
義体の精神面のカウンセリングを担当する。マルコーやパトリツィアの古くからの友人で、怪我により辞職して無職になっていたマルコーを自らの職場である福祉公社に引き入れた。
マルチェロ・ジリアーニ (Marcello Giliani)
義体の義肢開発を担当する。物語の当初は冷徹にクラエスを単に試験体として扱っていたが、社会福祉公社の最後の攻防では、戦闘力を持たない技術部員には福祉公社からの避難を勧告されていたが、帰還してきた義体を治療する者がいなくなるとして公社に留まる。エピローグでは、社会福祉公社の解体で元職復帰の道も用意されていたが公社に残り、クラエスを使った義体開発を継続していた。
マリアンナ (Marianna)
ソバカスの女性。脳機能マッピングを専門とする。
ルイ・デュヴァリエ (Luis Duvalier)
義体の外見デザインを担当する。
ベルゴンツィ (Bergonzi)
声 - なし / 鈴木正和
人工循環器の研究を専門とする。公社を包囲した連隊から戦闘能力を喪失したクラエスを自らの身体を盾として守るべくクラエスに走り寄る。徴兵されていた経験を持つ。
ドナート (Donato)
声 - 広瀬正志 / 同左
義体の手術を執刀する医師。

##### 公安部
ロッサーナ (Rossana)
赤い髪（ロッサーナ。厳密には「赤い女」程度の意。）と呼称される公安部の伝説的な諜報員で、公社でもロッサーナと呼ばれ、本名は不明。ローマのコロッセオで偶然アレッサンドロと出会い、人間観察能力を見込んで公安部に引き入れ、自ら師となる。アレッサンドロ以上に人間を観察し見抜く能力があり、別人になりすまし潜入工作をする能力にも秀でていた。任務の一環として恋愛とは無関係に肉体関係を結ぶこともあった。公安の中では個性を持たない「機械（マッキナ）」と呼ばれ、同僚からも距離を置かれていた。孤独を感じていたロッサーナを理解したアレッサンドロと恋仲になった。
仕事で肉体関係をもった男（政治家）との子を妊娠し、仕事に疲れていたことから中絶をせず、アレッサンドロにも知らせず密かに公社を離れてシエーナ県の農村（詳細なコムーネは明らかにされていない）に移り住み、産まれた娘を「白」を意味するビアンカと名づけ 育てながら隠遁生活を送っていた。幼少時から自らの人格を空虚なものだと考えていたため、心の空白を埋めるべく膨大な知識と経験を身につけていった。そのため、自宅は各種の書籍などの資料で埋め尽くされた倉庫と化していたが、それでも満たされず、依然として空虚なままの自分を自嘲すらしていた。娘と暮らすことでようやく自分を得ることができた。逃亡後も居場所は公社の一部の幹部に知られており、時々仕事を名目的に生活費を送金されていた。ビアンカの父親が政治信条を変更し北部分離派として力をつけてきたため、アレッサンドロとペトローシュカらの協力でビアンカと共に国外に逃亡した。
新トリノ原発テロ事件を前に、レスキリアンから北欧行きのチケットを贈られていた。エピローグでは、ペトルーシュカを亡くしたアレッサンドロは、ペトルーシュカの遺言である親子と会うために北欧に旅立った。
レスキリアン (Reschigliano)
社会福祉公社設立以前は内務省に所属しており、ロレンツォの部下だった。社会福祉公社の設立後、公安1課長に就任し、アレッサンドロ、ロッサーナのかつての上司となる。自身を「善良な個人であり、邪悪な組織人」と評する。失踪したのちのロッサーナの居場所を突き止め、ロッサーナの身柄を政治目的に利用されないように、公私ともどもロッサーナを支援してきた。
ジェンナーロ (Gennaro)
公安部長。新トリノ原発テロ事件を前に全公社の構成員に向け訓示放送を行う。
エンツォ (Enzo)
声 - 石井康嗣 / なし
公安部ローマ支局の課員。黒髪短髪で、髭が濃く剃り跡が青々している。娘はもう夜遊びを覚える年頃という中年男性。
荒事が得意な支部の課員が別件の爆弾テロを警戒して国立競技場（アニメでは国立博物館）の警備に動員されたことで、エンリコ逮捕の協力を二課に要請しジョゼと行動する。その後、ガニエ大佐の暗殺エピソードでも登場し、二課の作戦の後の後始末を愚痴っていもいる。
トンマーゾ (Tommaso)
公安部ローマ支局の課員。作戦二課と義体に対して、良い印象を抱いていなかった。
アルトマイヤー (Altmeyer)
声 - なし / 土屋大
公安部ヴェネツィア支局の課員。ドイツ系で、ヴェネツィアでの居心地は良くないとのこと。情報収集が主で、実戦は苦手。逆に五共和国派の根絶やしに留まることを知らないジャンに驚く。キャラクター紹介では、アニメ第二期に特別に登場するキャラクターとのこと。

### 義体と担当官の関係者

#### ジョゼとジャンの関係者
エンリカ・クローチェ (Enrica Croce)
声 - 阿久津加菜
ジャンとジョゼの年の離れた妹。L.ベルニーニ公立中学校の2年生の13歳。髪の色は金髪あるいはライトブラウンで、ストレートのロングヘアにカチューシャをしていることが多い。自分に対して関心のない他の家族に対し、構ってくれていたジョゼのことは特に好いていた。学業スポーツ共に優秀。サッカーチームの中心的プレイヤーで、ジョゼと同じくハープも嗜み、コンクールの常連だった。級友からは両親と同じ法律家、あるいはサッカー選手やプロのハープ奏者になるのではないかと言われるほど才能に富む。しかしエンリカの関心は、自宅に不在がちの家族の目を自分に向けさせることだけだった。ジョゼとずっと一緒にいられるとして、軍警察に入ることを望むほど。久々の家族そろってのバカンスを心から喜んでおり、その移動の車中、今までのソフィアに対する冷たい態度や無礼な振る舞いを謝ろうとした瞬間、クローチェ事件に巻き込まれ死亡。死後は彼女自身の意志なのかは不明だが、ジャンやジョゼの周りに幻影として出没している。
ジョヴァンニ・クローチェ (Giovanni Croce)
クローチェ検事。ジャン、ジョゼ、エンリカの父。アレッサンドロからはジュゼッペ（Giuseppe）と呼ばれていた。1998年、ミラノ地方検察局に着任。五共和国派の極右勢力の摘発に奔走し、英雄となる。しかし、道路に仕掛けられた爆弾で家族共々暗殺され、クローチェ事件と呼ばれる事となる。
カーラ・クローチェ (Carla Croce)
クローチェ検事の妻。企業内弁護士。エヴァ (Eva) とも呼ばれている。ジャン、ジョゼ、エンリカの母。夫とともに仕事で自宅を不在がちだった。ジャンに婚約者として紹介されたソフィアに対し、夫ジョヴァンニは南部出身という点に違和感を訴えていたが、ジャンが選んだ相手であること、自分本位で厳しいジャンの性格に変化が起きていることを察しており、快く受け入れるようにジョヴァンニを諭した。その後、クローチェ事件に巻き込まれ死亡した。
ヴィットリオ (Vittorio)
ジャン、ジョゼ、エンリカの祖父。父方か母方かは不明。軍人で、第二次世界大戦でロンメルと肩を並べて戦ったというイタリアの英雄。ジャンらに軍人の義務と名誉を説き、それによりジャンが軍人を志望するようになった。
ソフィア・ドゥランテ（Sophia [Sofia] Durante）
シチリアのパレルモ出身で、両親は地元で土産物屋を営んでいる。シチリアでは働き口が少なく、また就職のコネも無かったため軍警察に入隊。しかし軍の仕事にはやりがいを感じていた。軍警察では補給隊所属で階級は伍長。その後に入隊してきたジャンに一目惚れし、告白する。自分は恋愛に向かないと考えていたジャンは当初は避けていたが、婚約し他の部隊でも有名な周囲公認の恋人となる。しかし、士官と下士官という隊内恋愛であることから、ジャンの部隊での体面を気遣い自ら退官する。また、ジャンの軍人への志望理由である「国民を守る」という意志を受け、退官することで自分も「守られるべき国民になる」というのも理由の一つであった。退官後は、ほとんど一人で留守番をしているエンリカの面倒をジャンから頼まれ、同居するようになる。いきなり現れた兄の婚約者に、エンリカは戸惑い敵対視されるが、ソフィアの持ち前である前向きさ、優しさに触れ、二人は徐々に打ち解けていく。クローチェ検事とカーラ、エンリカの乗る車に同乗していたため、クローチェ事件に巻き込まれる。クローチェ夫妻とエンリカは即死だったがソフィアだけはまだ息があり、搬送先の病院にて死亡。ロレンツォには、極右スパイとしてジャンに近付いたと見られていた。
フェルナンド・ドゥランテ (Fernando Durante)
声 - なし / 保村真
ソフィアの実弟。尊敬するジャンの義弟となることを誇りにしていたが、クローチェ事件を機に軍警察を退役し、そして五共和国派への復讐もしないジャンに苛立ちを感じている。兵役後、ソフィアの墓前で偶然会ったジャンに対し、復讐に参加していないことを腰抜けとなじる一幕もあった（ジャン自身は公社での任務で積極的に復讐していることを教えていない）。服装などから左翼運動に参加していると推定したジャンは、左翼活動を辞めさせるためマルコーに逮捕を指示した。

#### トリエラとヒルシャーの関係者
マリオ・ボッシ (Mario Bossi)
声 - 長島雄一 / 同左
カモッラの元幹部。マリオが所属していたファミリーは、新たな資金稼ぎのとしてバルカン半島やアフリカ北部などから誘拐した子供の人身売買を行っていたが、マリオは娘ミミの成長をきっかけに改心する。地元警察に通報したものの無視されていたところに、自分を逮捕しようと接近してきたユーロポールのハルトマン（後のヒルシャー）とラシェルに対し逆に子供の救出を依頼する。ハルトマンとラシェルによる被害者少女（後のトリエラ）の救出では後方待機しており、頃合いを見計らい現場に踏み込んだ。ラシェルの身を案じるハルトマンに対し、ラシェルの託した希望である少女の命を優先するように勧め、ハルトマンもそれに納得して応じて現場を後にした。被害者を犯罪の証拠としか見ておらず、少女の昏睡状態からの回復を期待していないオランダ警察から、治療のために少女を奪取するハルトマンに協力した。その後、ハルトマンがヒルシャーとして社会福祉公社に勤務するようになって以降も、情報のやり取りなどの関係は続いていた。トリエラをスナッフ・フィルムの撮影現場から救い出したきっかけを作った恩人であると共に、元来はそれに加担していたとして、ヒルシャーはマリオに複雑な思いを抱いている。
その後、カモッラの裁判の証人となる条件で、今までの容疑は免責される。裁判に出廷するために帰郷し、マフィアから暗殺の標的になるとして公社の作戦一課は裁判まで身柄を拘束する予定だったが、義体となったトリエラの活躍で暗殺は事なきを得る。クリスマスは娘と過ごしたいというマリオの身柄をトリエラは拘束せず、見逃す。その現場を見ていたヒルシャーもあえて見逃した。そのお礼としてトリエラにはその年のクリスマスに娘とお揃いの熊のぬいぐるみを贈った。その後はカモッラの目を逃れヨーロッパ各地を転々としているが、クリスマスには娘に会いに自宅に帰るという生活を送っている。
マリア・マキャヴェリ (Maria Machiavelli)
声 - 藤森多哉
マリオの娘（婚外子）。愛称はミミ。父マリオは放浪の身で、母親は既に死亡しており、ナポリで一人暮らしをしている。両親とも裏社会の人間であることを承知している。クリスマスの時など時々マリオがやって来るようである。マリオから送られたクマのぬいぐるみを集めていて、ぬいぐるみに名前をつけてサッカーのユニフォームを着せ、ポジションも決めているらしい。マリオが留守にしている間、悪さをしていたこともあったが、自身を改心させた男が彼氏となり、メールのやり取りをするほど親密になっている。
マリオの裁判出廷中は身辺警護として公社に自宅で軟禁されていたところ、警護していたトリエラとヒルシャーの2人を出し抜いて逃走するなど、一筋縄ではいかない能力を持つ。トリエラ自身が意識してなかった頃からトリエラにヒルシャーに対する好意があるのを見抜き、トリエラを応援している。後にはトリエラと親友のような仲となっている。ロベルタの登場でトリエラの恋路を心配している。
アニメ版ではトリエラとヒルシャーのやり取りや2人を出し抜いて逃走する場面などが大幅に変更されている。原作ではトリエラとヒルシャーは自分たちの身分に関係することなどは話せないと説明しているが、アニメではその説明自体カットされており、トリエラが殺し屋であることを知ったうえで「何かやって見せてよ」と要望し、トリエラはそれに応じてナイフ3本を使ったジャグリングを披露したことで感激する。その後は原作とほぼ同じ流れだがトリエラとヒルシャーを出し抜いて逃亡することなく大人しくしており、ベランダに出てトリエラと会話を交わす描写に変更された。彼氏のことを語る場面では、「自身が悪さをしていた」という台詞は割愛されている。
ラシェル・ベロー (Rachelle Berrault)
声 - なし / 小松由佳
ヒルシャーのユーロポール時代の同僚。村自慢の秀才で、パリで医師となり、パリ警視庁から監察医としてユーロポールに出向していた。「カモッラの虐殺」と呼ばれる児童を対象としたスナッフ・フィルム事件で被害者の遺体の司法解剖を担当しており、心を痛めていた。内気で人見知りの性格だった。同僚となっていたハルトマン（後のヒルシャー）と意気投合し職務を離れても2人で事件の調査をしていた。逮捕しようとしたカモッラ幹部であるマリオ・ボッシに、逆に人身売買の被害者の救出を依頼され、アムステルダムの撮影現場へ2人で潜入を試みる。銃撃戦で腹部に弾を受け瀕死の重傷を負い、医師として自分は助からないことを予見して被害者少女（後のトリエラ）に救命処置を行い、殉職した。その後、遺体は見つかっていない。
トリエラの夢に時々登場し、トリエラは彼女を「お母さん」と呼んでいる。
ロベルタ・グエルフィ (Roberta Guelfi)
ボローニャ大学法学部出身のローマ地検の若手女性検事。「クローチェ事件」の共犯者に関連する裁判を担当していた検事が五共和国派に暗殺されたことにより、その後を引き継いだ。裁判の証拠の多くは違法なもので、捜査がやり易くなる新法の可決施行までの時間稼ぎとして勝訴を期待されていなかったうえ、五共和国派を装った政府関係機関による暗殺が行われるという予想もあったため、人的損害の少ない若手でという理由からである。
TVクルーを装った五共和国派の襲撃に遭い銃弾で負傷するが、トリエラ、ペトルーシュカの活躍もあり一命をとりとめ、裁判は一応の成果をあげて完了する。裁判後はほとぼりを冷ますため、南イタリアのナポリ検察へ異動させられていた。ヒルシャーとはファーストネームで呼び合い、悩みを相談するなどかなり親しい仲となる。最後の戦いの前のナポリでの逢瀬の際、ヒルシャーから避難を勧められ空軍基地に向かうが、その途中トリエラとヒルシャーの関係、そして公社の秘密を記した手紙と鍵に気付く。トリエラも、守りたいと感じる一方でヒルシャーと接近することに良い気はしていなかったが、自分の死期を悟り彼女のことを認めるようになった。ミミはトリエラの恋敵と感じていた。ヒルシャーの死後、彼から託された貸し金庫の中の手紙を読み、その意思を受けてトリエラの卵子を入手する。
最終話においてはアメリカに渡り、弁護士と思われる仕事をしながらスペランツァと暮らしている。
スペランツァ・グエルフィ (Speranza Guelfi)
最終話に登場。トリエラに酷似した褐色の肌、金髪に青い瞳と、「希望」という名を持つ少女。アメリカ合衆国のカルフォルニア州に在住で、母、ロベルタ・グエルフィと暮らしている。アイウェア（メガネ型コンピュータ）を使用している。10代前半という若さでスタンフォード大学医科大学院に在籍している天才（ギフテッド）。10年後のフーゴのドキュメンタリー映画の主役を務め、アカデミー賞受賞スピーチでは、育ての母ロベルタの他に、天国にいる2人の母へ感謝を述べる。

#### マルコーの関係者
パトリツィア (Patrizia)
声 - 渕崎ゆり子 / 能登麻美子
マルコーの元恋人。出版社に勤めている。フランカことカテリーナとは大学の友人で、マルコーとの交際はカテリーナの紹介によるもの。マルコーが負傷してそれまでの任務から解任されたことから警察を退職していたことを快く受け入れた。公社に転職して子供のお守りをしているというマルコーに対し、（それ自体は嘘ではないが）マルコーが自分に話せない事情を抱えていると察知し、それにより自分の存在が重荷になると考え交際を解消した。
マルコーがアンジェリカに話した創作童話「パスタの国の王子様」を絵本にして出版し、評判となってシリーズとして3作が作られた。「パスタ王子とピッツァ姫」はそのうちの1作。

### 五共和国派（パダーニャ）
ピノッキオ (Pinocchio)
声 - なし / 岸尾だいすけ・洞内愛（幼少期）
クリスティアーノに飼われている殺し屋の少年。トリエラと対等以上に渡り合った数少ない人間。クリスティアーノが仕事で押し入った家の地下室に監禁されており、クリスティアーノに保護されて育てられる。その恩を返すためにジョンに教えを請い殺し屋となる。初めての仕事で、殺人現場を標的の娘に見られてしまったことから殺害。それがトラウマとなって少女を苦手とするようになった。高い身体能力と天才的な殺しの能力を持ち殺しの技術は一通り備えているが、その中でもナイフの扱いに秀でる。
トスカーナの中心地であるモンタルチーノに潜伏し、周辺ではピーノとの愛称で呼ばれていた。潜伏していた家屋に調べに入った公社作戦1課のコーエンを殺害。その後、フランカ・フランコが合流しに尋ねてくる。近所に住む少女アウローラが家に忍び込んでしまったために捕らえられ、アウローラの救出で侵入してきたトリエラにフランコの援護もあり完勝する。しかし前述のトラウマ故に留めを刺すことが出来ずに見逃してしまう。その際、トリエラのハンドガンを奪って逃走する。
登場当初は感情表現の少ない無機質な青年だったが、フランカやフランコとの交流で人間性を取り戻していく。クリスティアーノが逮捕の危機に陥った際は、クリスティアーノの命令を無視して単身で救出に向かい、クリスティアーノを死なせたくないと感情を露わにし、二人は初めて親と子に近い関係であったことを確認し合う。しかし、雪辱に燃えるトリエラと再び死闘を演じ相打ちとなり絶命する。
クリスティアーノ・サヴォナローラ (Cristiano Savonarola)
声 - 龍田直樹 / うえだゆうじ
五共和国派の正統派派閥ミラノ派の中堅幹部でミラノでは名士として通っている。この物語の分岐点に関わるキーパーソン。
サヴォナローラはジロラモ・サヴォナローラからちなんだ偽名と公社は考えている。ただの少し裕福なチンピラと自らを卑下しているが、イタリアへの侮辱だとして美術館や教会などでの襲撃や携帯電話の使用を禁じるなど文化への理解者でもある。用心棒ジョンと共に、監禁から保護したピノッキオを育てる。ピノッキオに対して利用するだけの打算の関係だとしていたが、アレッシオからは愛情を感じたと言われる。
ミラノ派幹部によるジョバンニ・クローチェ暗殺の指示には当初異論を持っていたが、その後エジプト政府に拘束されていた活動家ジャコモ＝ダンテを救出した後、資金や情報を提供してクローチェ暗殺を依頼する。
その後、五共和国派の中心だったミラノ派に失態が続き、他の派閥に主導権を取られかねない事態になった時、ミラノ派内部で責任のなすりつけが起こり、クリスティアーノにその役目を負わされて当局に売られた。クリスティアーノも自身も今までの失態の責任を感じてそれを受け入れ、一部を残して使用人を解雇し、屋敷で当局の手入れを待っていた。
逮捕を担当したのが公社で、ただのチンピラではないと興味を覚えた作戦部長から殺さないで逮捕するように指示されていた。屋敷に戻ってきたピノッキオの説得で考えを変え、再起のために海外に逃亡することを決意しフランカたちと共に脱出を試みるも、運転していたフランカが狙撃され車ごと崖から川に転落した。
サンマルコ広場の鐘楼籠城事件の後、ジャコモ＝ダンテがクリスティアーノを訪ねて来たが、クリスティアーノは全身不随となっておりブレイン・コンピュータ・インタフェース（BCI）で会話などを行っていた。その姿を自ら醜態と称しており、それでもなおイタリアの未来を見届け、そして息子（ピノッキオ）と仲間（フランカとフランコ）の復讐のためだとして、社会福祉公社を葬ることを依頼した。
新トリノ原発テロ事件の際、アシク達を逃がす条件としてアレッサンドロに関係を暴露される場面を見た事で復讐の失敗を悟る。後に、訪れてきた社会福祉公社作戦部2課長のロレンツォに対し仇敵として反発するも、彼からピノッキオの遺品を提示され、ピノッキオが葬られた墓地に案内する条件で「これからのイタリアの未来を見届ける」為に和解し、更に黒幕である左翼の大物を政府に売り渡した事で五共和国派の壊滅に繋がった。
ジョン・ドゥ (John Doe)
声 - なし / 樫井笙人
クリスティアーノの用心棒兼殺し屋。自称：元CIAの工作員。暇なときは車の屋根の上で寝て、作戦中でも酒を手放さない。ピノッキオの暗殺技術の師匠でもある。作中でピノッキオのエピソードが始まる以前に抗争で亡くなっている。殺し屋になるなら情を捨てることを教えた。自分の分身をこの世に残すようなもので面白いとしていたが、しかし自身がピノッキオに殺しの技術を教えるのは愛情の一つであるともしていた。
なお「ジョン・ドゥ」は、アメリカで本名が明らかになっていない男性に対する便宜的な呼び名として用いられる名前でもある（名無しの権兵衛、en:John Doe）。
アレッシオ (Alessio)
声：なし / 千々和竜策
クリスティアーノの片腕。クリスティアーノの脱出のために逃走車を準備するために車庫に来たところ、車庫に潜入していたリコに殺害される。
グリエルモ (Guglielmo)
クリスティアーノの手下。ウフィツィ美術館でフィリッポを発見し、部下に指示を出していたが、ジャンに捕らえられ、耳を切られ口を割ってしまう。公社に身柄を拘束されるが、その後の消息は不明。
ピリアッツィ (Piriazzi)
ミラノの富豪。脱税をして五共和国派に資金提供をしていた。雇っていた会計士フィリッポがそれを知り、裏帳簿を持ち出して告発を計画していたこと、大規模テロの計画を聞かれてしまったことから、クリスティアーノにフィリッポの始末を依頼していた。
アーロン・チチェロ (Aaron Cicero)
クローチェ事件の実行グループに近い活動家。その存在は政府も捕捉しており、サンドロ・ペトローシュカ組の内偵により公社が身柄を確保。拷問でも自白しなかったことから、廃人となる可能性が高い非抑制型自白剤を用いられて実行犯などの情報を訊き出された。
ルチャーノ (Luciano)
五共和国派の要注意人物リストB3011番。ルチャーノという名前は通称。物品調達係。ジャンらが来ていたビエモンテ州マッジョーレ湖で偶然居合わせた。クローチェ事件の担当検事を暗殺した犯人が湖の対岸のスイスに逃亡しようとしており、必要物資を手渡した。ジャンにより強引に身柄を確保された。
バルナバ (Barnaba)
五共和国派のヴェネツィア派のサンマルコ広場の鐘楼の籠城事件で籠城した12名を率いる部隊のリーダー。開戦直後は鐘楼北側のジャンのいる時計台に小銃で攻撃を加えていたが、トリエラとベアトリーチェが南側を登壁していると報告を受けて駆け付け、ロケットランチャーでベアトリーチェを狙うが、トリエラの機転で失敗に終わる。自ら撃ったロケット弾の爆発で怯んだ隙にトリエラの展望台への突入を許し、小銃に持ち変える隙にトリエラに胸部を撃たれて倒される。
グイド (Guido)
五共和国派のヴェネツィア派のサンマルコ広場の鐘楼の籠城事件で籠城した部隊のナンバー2。巡航ミサイルの弾頭の無線起爆スイッチを与えられており、もしもの場合には自爆することになっていた。バルナバを倒したトリエラに小銃を向けて銃撃するが、それを躱したトリエラに接近され、銃剣に持ち替えるもトリエラに倒される。起爆スイッチを入れて絶命。
レオナルド・コンティ (Leonardo Conti)
声 - なし / 髙階俊嗣
雑誌記者で、福祉公社についてパトリツィアと調べていた。実は五共和国派の一員であり、それがマルコーに発覚した際、パトリツィアを人質にしたが、アンジェリカの活躍により逮捕された。
マンジェロ・マリノフ (Mangelo Marinoff)
声 - なし / 上別府仁資
ローマのブローカー。活動家になりたいと志願してきたフランカに対し、フランコを紹介した。フランカはおじ様と呼んでいたが、血縁などは不明。公社作戦1課は彼を「あんなブローカー」と称していた。
ブルーノ (Bruno)
声 - なし / 高瀬右光
死体を処理する掃除屋。殺人には関与しない。妻と息子アントニオがいる。この仕事に嫌気が差しているが、家族を養うために続けている。クリスティアーノの一派の下っ端が吐露したことで、公社作戦2課に身柄を拘束される。
ヴィンチェンツォ (Vincenzo)
声 - なし / 前田武
ブルーノの助手。ブルーノの運転する防弾仕様のフェラーリに乗っていたところ、公社に襲撃され反撃しようと窓から身を乗り出したところをリコの銃撃を受けて死亡。
セルジョ・アイマーロ (Sergio Aimaro)
声 - なし / 水野広一
ウーゴ・カルシュマンという偽名で、5年前から誘拐の対象であったメッシーナ海峡横断橋を建設する企業のトップであるダンジェロ理事の警護担当していた。五共和国派の潜伏工作員。
エマ・ブレロ (Ema [Emma?] Blero)
五共和国派のミラノ派の残党の一員。父は残党のリーダーを務めており、父と共に新トリノ原発占拠に参加した。ヴェネツィアでの事件でジャコモがヴェネツィア派を捨て駒同然に扱ったことや、無断で行方を晦ます、スポンサー（クリスティアーノ）の情報を明かさないなどの理由で彼に不信感を抱いていた。
新トリノ原発事件では父の命令で司令室に篭るアシクの監視と護衛にあたった。外国人のアシクに対しても「いけすかない異邦人」と当初は悪感情を抱いていたが、イタリア国旗をめぐるやり取りの後、やや打ち解けるようになり、無人砲台を操作するなど彼のサポートに回った。事件終盤、司令室に迫って来たアレッサンドロ・ペトルーシュカと対峙するも、ペトルーシュカに呆気無く倒されてしまう。その後、アレッサンドロとの取引に応じたアシクとともに、進撃してきたイタリア陸軍の包囲網をかいくぐって無事脱出した。事件後の消息については、本編では描かれていない。
カノーヴァ (Canova)
ミラノの大実業家で、五共和国派のバックに居た極右政党の黒幕の一人。そして、クリスティアーノにクローチェ検事殺害を指示した事件の首謀者。クリスティアーノとの取り引きで社会福祉公社が手に入れた情報により逮捕に至った。先の同時多発的国内テロによって五共和国派の実働部隊は壊滅し、カノーヴァの逮捕によって五共和国派の武闘派の勢力を大きく損ねることを達成した。

### フリーの活動家
ジャコモ＝ダンテ（Jacomo [Giacomo] Dante）
クローチェ事件の主犯で、ジャンとジョゼの復讐の相手。少年の頃からの活動家として名を知られており、18歳のときにイタリア北部のヴィチェンツァのアメリカ軍キャンプで起こした極左テロが最初だとされている。逮捕された翌年に拘置所から脱走。1993年に海軍のミサイル駆逐艦を攻撃。1999年には極右勢力の環境大臣の誘拐を主導したとされる。
五共和国派の協力者になる以前は、理由は不明だが、エジプト軍に拘束されていた。エジプト海軍の巡視艇ディムヤートで地中海を護送されている最中に、ピノッキオとジョン・ドゥに救出される。ジャコモは特に救出されることを望んではいなかったが、五共和国派の極右勢力の一人クリスティアーノからクローチェ検事の殺害の依頼を受けて五共和国派への協力に同意し、クローチェ事件を起こした。その後長らく逃亡してアフリカに潜伏していたが、新たなテロを引き起こすためイタリアへ舞い戻った。
過去に右翼でも左翼でも活動していたことから、当局は無政府主義者とみているが、アレッサンドロは彼の行動は闘争に対する才能の自己顕示の行動だと見ている。ジャコモ自身もまた、特定の思想を持たず自分の目的は闘争そのものだとしている。目的の達成のためなら人種民族などに拘らない。リーダー性とカリスマ性を持っており、主義主張を異とするも目的を同じくする者らを五共和国派の垣根を超えて各派を統べる。新トリノ原発ではジャンとリコ、さらにジュリアと戦って敗北し、重症を負って逮捕された。取り調べでは容疑を認め裁判に掛けられるも、ジャコモを担ぐ新右翼の勢力がジャコモの開放を狙って活動を始めている。
イブラヒム・アシク (Ibrahim Asik)
ジャコモ＝ダンテの右腕となる黒人活動家。中東の地図にも載らないような小国、その中でもさらに小さな少数民族の出身。イギリスの名門大学に留学しており、コンピュータの専門知識に通じ、アレッサンドロとはトーマス・マコーリーの詩を諳んじて問答をするなど、豊富な教養を持つ。
本来は無関係の五共和国派の戦いに参加する理由は、彼の祖国の民族問題によるもので、事の正否に関わらず「自分の名が知れれば故郷の運動も注目される｣と判断したためである。ジャコモとはアフリカで知り合い、その常軌を逸した人柄に魅了され、彼のような人物にならなければ世界を変えることはできないと考えて片腕となった。五共和国派は黒人を差別しているが、ジャコモがアシクを使用する理由を訊かれた際、彼はアシクが器用だからだと説明している。
新トリノ原発事件においては、司令室に立てこもり、五共和国派の戦闘を支援した。また、ジャコモから渡された核弾頭を司令室に持ち込んでおり、司令室まで侵攻された場合は自爆する算段であった。しかし、対峙したアレッサンドロに心の迷いを見抜かれ、彼に素性を見事に言い当てられたことで一瞬の隙を突かれて取り押さえられた。その後、アレッサンドロとの取引に応じてクリスティアーノの情報を彼に渡し、エマとともに進撃してきたイタリア陸軍の包囲網を掻い潜って無事脱出した。事件後の消息については、本編では描かれていない。
フランカ (Franca)
声 - 横山智佐 / 平田絵里子
「フランコとフランカ」として有名なフリーの爆弾テロリストの女。本名はカテリーナで、フラスカーティの農園なども営む裕福な家庭の生まれ。パトリツィアとは大学の友人同士で、当時ローマの警官だったマルコーを紹介した。冤罪で投獄された父を救い出すため、中途半端を嫌って大学を（休学ではなく）中退し、何度も裁判に挑んだが何も進展せず、父は不審な獄中死を遂げた。父親の名誉回復と政府への復讐、そして世の中を変えるために活動家となる。活動家になるに際しパトリツィアには事後にその経緯を明かした。活動に加わるために活動家に接触するも、たらい回しされた末に厄介払いでフランコを紹介された。フランコを訪ね、生きる情熱を失っていたフランコを焚き付けてコンビを組む。フランカという偽名についてはアニメ版にて、フランコが爆弾仲間であるニノらに紹介した際に名前を訊かれてフランコが咄嗟に名付けたシーンがある。
クリスティアーノの依頼を受け、フランコと共に五共和国派に与することとなる。最初の依頼はスペイン広場での無差別爆破テロで使う爆弾の製造で、一般人を巻き込むのは自らの主義に反するとして偽物の爆弾を渡そうとするが、爆破計画が漏れたことで爆弾の引渡しは行われなかった。次にメッシーナ海峡横断橋の建設中止のための活動を指示され、クリスティアーノの飼う殺し屋ピノッキオと組ませられる。合流した三人は横断橋爆破を計画するが、公社など体制側の執拗な妨害に遭い、計画は難航する。アニメ版では、度重なる失敗の責任を負わされたクリスティアーノが組織内で失脚することを知らされたフランカは、彼を救うため拙速ながら実験橋の橋脚を爆破しようとするが、ジョゼとヘンリエッタに妨害され不十分な結果に終わる。翌日、ピノッキオはクリスティアーノを助けに屋敷へ向かい、フランカとフランコは逡巡するが結局彼を追うことに決める。屋敷へ急行した二人は公社に捕まったクリスティアーノを門前で奪還して車に乗せ逃走を試みるが、運転をしていたフランカがアンジェリカに狙撃されて致命傷を負い、車ごと崖から川に転落した。生還したクリスティアーノによると死亡とのこと。
目的のためには手段を選ばない活動を良しとせず、無関係な人を巻き込まない主義に徹した。場合によっては他のテロリストに対し、依頼された爆弾の偽物を渡そうとしたり、当局に通報したりもしている。自分らを目撃した少女の殺害を提案したピノッキオを言い含めたり、負傷したピノッキオを気遣い手当てしたり、苦しんでいる妊婦を助けようとして公社作戦1課に身柄を拘束され、拷問を受けながらも妊婦が変装であることを確認したりと、本質は心優しい女性である。
フランコ (Franco)
声 - 園岡新太郎 / 安元洋貴
「フランコとフランカ」として有名なフリーの爆弾テロリストで身長190cmの男。祖父は爆弾作りの名人として有名で、その手伝いをしていたことから爆弾作りのその腕前は知られている。しかし、今では精巧な爆弾ではなく携帯電話で起爆させる簡単な爆弾が重用されているとして、嫌気がさしている。
爆弾作りの教えを請いに来たカテリーナを疎ましく思っていたが焚き付けられ、フランカという偽名を与えて仲間とする。フランカとの個人的な関係ははっきりと描かれていない。フランカはピノッキオに対しフランコのことを相棒、ボディーガード、爆弾作りの師匠と紹介している。またフランコは、ピノッキオに対しフランカの恋人であることを否定し、フランカは目的を失った自分に対し目的を与えてくれる存在としている。しかしアニメ版では二人が抱擁するシーンがある。
クリスティアーノ救出の際、銃撃するために飛び出してきたリコをフランカは避けようとしたが、フランコがハンドルを奪ってそれを阻止し、リコを轢かせた（漫画では倒れたリコをさらに銃撃している）。クリスティアーノを奪還して車に乗せ逃走するが、フランカが撃たれたことにより車ごと崖から川に転落した。生還したクリスティアーノによると死亡とのこと。
ニノ・フェレッティ (Nino Ferretti)
声 - なし / 関俊彦
ベルガモ・アルタ（ベルガモ旧市街）の出身。表の世界ではアンティークショップ「ベルッティ道具店」に勤務する修理工をしている活動家。元トリノ工科大学の学生。ジョゼからヘンリエッタに贈られた万華鏡をリコが壊してしまったことで修理を依頼される。店主からは腕を見込まれていたが、修理工としての使命感はあまり持っていないと説明している。
裏の世界ではかつては爆弾作りの名人で、仲間からも一目置かれる過激な爆弾テロ犯だったが、活動に疑問を持つようになってある日を境に慎重で流血を好まない誘拐専門の活動家になった（アニメでは一緒に活動していた兄の死がきっかけとされている）。それ以降、活動家仲間からは「走れなくなったチベタン・テリア」（作中では俊敏だがおとなしいチベットの牧畜犬あるいは観賞用の犬と説明されている）と蔑まれている。メッシーナ海峡横断橋会社のイザベラ・ダンジェロ理事長を誘拐する計画のリーダーに指名され準備していたが、慎重なニノに苛立った仲間たちが独断で作戦を決行し失敗、彼はその責任を取るとして姿をくらませた。誘拐の準備中、フランカがニノに爆弾作りを頼みに来るが、彼は彼女に復讐の虚しさを語った（アニメでは失敗後に列車で去る場面になっている）。以降、本編に再登場することはなく、消息は不明。
エンリコ・ペルディーニ (Enrico Perdini)
活動家。元「赤い旅団」系極左テロリストで、共和国広場爆弾テロほか4件の実行犯。無政府主義者で、活動資金が出るなら政治色は左右を問わない。フランカとフランコに依頼していた爆弾をローマ郊外のオスティアで受け取ることになっていたが、エンリコの独断でローマで引き渡すこととなった。スペイン広場で無差別爆破テロを行う予定で、その経歴からフランカは良い顔をせず偽物を渡す予定だった。しかし、前の晩に公社による手入れでエンリコは逮捕された。

### 社会福祉公社以外のイタリア政府関係者
レナート・ピサノ (Renato Pisano)
イタリア共和国首相。対五共和国派テロに対して社会福祉公社を設立。ジャコモとの対話でもジョークを飛ばすなど腹が座っている描写が多い。公社の存在が明らかになり自身が投獄されるであろうことを予想している。非公然組織としての公社を実質解体し純粋な義体研究組織として改編。希望者には軍や警察など元職への便宜を図るとしていた。
サレス少佐 (Maggiore Sales)
声 - なし / 乃村健次
軍警察（カラビニエリ）の特殊部隊GIS（Gruppo di Intervento Speciale、特殊介入部隊）の部隊長。指揮するだけでなく実戦にも秀でている。ピノッキオに対し完敗したトリエラの格闘の訓練を引き受けた。公社には格闘に秀でた人材がいないこと、条件付けで公社の人間に対して義体のトリエラは対抗的な行動が出来ないこと、GISも婦人や子供との格闘の経験を欲していたことから、双方の利益になるとしていた。隊員を軽くあしらうトリエラの欠点を見抜き、義体の中でトップクラスの能力を持つトリエラを完膚なきまでに負かして「ウサギ」と言ってのけたほどの格闘技能を誇る。サレスの指導の下でトリエラは更に格闘能力を高め、ピノッキオとの雪辱戦に繋がっていく。
サンマルコ広場での作戦に招集されており、トリエラと再び会い、サイボーグ（義体）と自分の部下には立場境遇など色々な違いはあるが、死地に赴く使命は同じであると説く。
ガニエ大佐 (Colonnello Gagné)
イタリア陸軍大佐。軍の武器や密輸品を活動家に横流しをし、大金を得ていた。軍もそれを把握していたが、高官であることと、利害が複雑に絡むことから手を出せず、軍から公社にガニエ大佐の始末を依頼してきた。劇場で観劇していたところ、リコに首を折られて暗殺される。病死として発表される予定。
マルカントニオ・アバド（Marc'Antonio [Marcantonio] Abbado）
声：なし / 小野坂昌也
軍警察第一パラシュート連隊『トスカニア』所属の憲兵中尉。軍警察ではジョゼと同期で、親友。政治集会に参加した母親が鎮圧に出動した警察の催涙弾を頭に受けて死亡し、正規軍人でありながら復讐として反政府活動に加担していた。マフィアの密輸を監視する任務を帯びていたが、逆にモリーゼ州のマフィアからアルバニアからの密輸品を受け取り軍を利用してラツィオ州に運び入れていたことが判明。顔見知りのジョゼがマルカントニオをカフェに呼び出し、配置していた公社により逮捕された。アニメ版では、社会福祉公社が銃撃した密輸現場で使用されていた軍車両から死体として発見された。この事件により、社会福祉公社を襲撃する作戦で解かれるまで連隊は共同責任を取らされ謹慎させられていた。
ジュリア・アプレア (Giulia Aprea)
新トリノ原発で警備にあたっていた軍警察の女性憲兵。階級は一等兵。エンリカの中学時代の親友。五共和国派が原発を占拠した際、異音について照会の電話をした際に応答したのがジャコモ＝ダンテであると気付き、異変を察知したことからただ一人脱出に成功し、テロがジャコモによるものだとの情報を政府に提供した。子供の頃は女子サッカー選手になることを夢見ていたが、チームメイトのエンリカの多彩な才能を見せ付けられて腐ってしまい、エンリカについ当たってしまう。そのことをエンリカに謝ろうとしていた翌日、クローチェ事件が起こり、それがエンリカとの最後の別れとなってしまった。その後、クローチェ事件でエンリカが死亡したことを受け、彼女が将来の目標としていた軍警察に入る。エンリカの仇であるジャコモには強い憎しみを抱いており、最終決戦に加えて欲しいとジャンに願い出るが、「若者が死にに行く必要はない」と止められた。その後単身原発に戻り、重傷を負ったジャコモを発見して銃を向けるが、結局殺すことはできなかった。
なお、ジャンは彼女がエンリカの友人であることに当初は気づいていなかったが、後にジュリアと共に身内の墓参りに行った際、彼女がエンリカのサッカークラブのチームメイトであることを思い出している。
イラーリオ・メロイ中佐 (Tenente Colonello Ilario Meroi)
軍警察第一パラシュート連隊所属の中佐。軍警察時代のクローチェ兄弟の上官であり、ラバロとも共に戦った経験がある。マルカントニオの一件以来、連帯責任によって謹慎処分を受けていた連隊の存続と名誉回復のため、公社を掌握しようとするアラゴンの命を受けてローマ郊外にある公社本部に進撃した。その場で徹底抗戦の意志を示すクラエスと対峙し、アラゴンから射殺を命じられたものの、現場の指揮権を盾にこれを拒否。クラエスの説得を試み、彼女にラバロの名を聞かせたことによって、結果として公社との流血の事態を防ぐ決定的な役割を果たした。なお、過去編(第12巻)のバルカンPKO時代の場面において、彼と彼の副官によく似た人物(ジョゼの上官)がジョゼに帰国命令を申し渡しているが、同一人物かどうかは不明。
アニータ・アラゴン (Anita Aragon)
イタリア国家安全保障会議参事官。アラゴン内務大臣を叔父に持つ。かつては公社作戦部長のモニカ・マリア＝ペトリスの部下であった時代もあったらしく、「昔はそういう苛烈さを評価して目をかけた」と彼女に評されるほどの女性。政府の非公然組織『社会福祉公社』に幕引きさせるとして、謹慎中の第一パラシュート連隊を率いて公社本部に乗り込む。叔父の力を使い公社職員の名誉回復を行うとしてモニカ・マリアに降伏を勧めるも、それは名誉を著しく傷つけられたことがない人の考えだとして彼女に退けられた。公社正門前で、命令に背いて攻撃しない連隊に業を煮やし、戦闘不能となったクラエスを射撃しようとしたが、泣き崩れたクラエスと戦意を喪失した連隊員たちの姿を前にしては、撃つことはできなかった。

### ボリショイ・バレエ学校
エリザヴェータ・バラノフスカヤ (Elizaveta Baranovskaya) 【ロシア語表記： Елизавета Барановская】
声：なし / 坂本真綾
義体の二期生のペトルーシュカの素体。ペトルーシュカの項を参照のこと。
アレクセイ (Alexey, Aleksei) 【ロシア語表記： Алексей】
ボリショイ・バレエ学校の男子生徒。リーザとは幼馴染。身長が低いことに悩み続けるリーザを、いつも明るく励ましている。しょっちゅう練習をさぼっているという表記が見られるが、発表会の『白鳥の湖』ではジークフリート王子役に選出されていたことから、バレエダンサーとしての技術は相当であることがうかがえる。骨肉腫の治療のためにロシアを離れる直前のリーザに「好きだ」と告白し、バレエ学校卒業後も団員となってリーザを待ち続けることを誓った。しかしエリザヴェータはイタリアでの治療失敗にて死亡したと聞かされていた。
アレッサンドロが持って訪ねてきたペトルーシュカのバレエの動画を観て、ペトルーシュカをひと目でエリザヴェータだと見抜く。しかしアレッサンドロからはエリザヴェータの臓器移植された患者であるとの説明を受けた。アレッサンドロもひと目でアレクセイのバレエの才能を見抜き、このことを乗り越えて活躍することを願った。
ナターシャ (Nataliya) 【ロシア語表記： Наталія】
ボリショイ・バレエ学校の女生徒。その踊りは非常にレベルが高く、また長身で体格にも恵まれている。しかし、自分の実力に過信することなく普段はおとなしい性格だが踊り始めると人が変わったように情熱的な演技を見せるリーザに素直に感銘を受けている。リーザのライバル。アレクセイいわく、ナターシャの踊りは「完璧だが、マイムの教本どおりすぎてつまらない」とのこと。
イリーナ・トルスカヤ (Irina Tolskaya) 【ロシア語表記：Ирина  Тольская】
モスクワ国立舞踊アカデミーのボリショイ・バレエ学校の校長。彼女自身もエリザヴェータと同じく154cmの低身長のバレリーナだったが、持ち前の努力により成功を得る。当時の若いころの写真は、校内の廊下に展示されている。バレエを愛し、日々努力し成長し続けるリーザを見守っていたが、リーザの脚に骨肉腫ができた事実を知り大きなショックを受け、イタリアでの治療に一縷の望みを賭けた。
ヴァシリー (Vasilij, Vasily) 【ロシア語表記： Василий】
ボリショイ・バレエ学校の主治医。今まで6000人のバレリーナを診てきた。

### その他
エミリオ
ローマにあるホテル「ヴィラ・ガッディホテル」に勤めるポーターの少年。失業して酒浸りの日々を送っている父親に代わって家計を支えている。出世して一人前になるのが夢。
ジャンの指示により、下院議員・マスカール暗殺計画の下見に訪れたリコにホテルの裏口で出会い、その時リコが持っていたバイオリンケースからバイオリン弾きだと思い込み、彼女に好意を寄せ、僅かな時間ながらも会話を交わす。その後、彼女に「今度バイオリンを聞かせてほしい」と再会を望む言葉を残して後にする。後日、マスカール暗殺計画を遂行していた折にホテル従業員に扮していたリコと再会し、その制服と銃を持った姿を理解できずに動揺してしまう。ジャンに「任務遂行中に誰かに姿を見られたら必ず殺せ」との命令に従ったリコにその隙を突かれて狙撃され、非業の死を遂げた。
任務遂行中だったとはいえ、リコの方も少なからず好意を寄せており心を開いていた。そのため、エミリオの最期に「ごめんね」と涙ながらに謝罪し、悲痛な思いを抱えて射殺した。
ダニエレ
「ヴィラ・ガッディホテル」に勤める中年男性で、エミリオの上司。禿げ頭とエプロンが特徴。
休憩時間が終わったエミリオを呼び戻しに来た際、リコのことを話されるが、エミリオが推測したリコの特徴から「両家の令嬢」と判断したため、「飲んだくれの父親を持つエミリオとは釣り合わない」と諫める。このことから、エミリオのことを家庭の事情も含めて気にかけている節が見られた。アニメでは、原作と同じ流れでエミリオの頭に掌を乗せるなど、自分の息子のように思っている一面も覗かせた。
フィリッポ・アダーニ (Filippo Adani)
声 - 西村仁 / なし
会計士。絵描きを志望していたが、絵の才能が無かったことと数学が得意だったことから父の仕事を継ぐこととなった。仕事を継いだ後、富豪ピリアッツィの経理を担当していた父が、脱税して工面した資金を五共和国派のテロリストの活動資金に流していたことと、次の大きなテロ計画の情報を知ってしまう。しかし本人は無賃乗車も駐車違反もしたことがない清廉な性格だったため、脱税に加担することを拒み、告発を計画したものの、刺客に殺されると予想して、その前に思い出のあるフィレンツェをもう一度訪れた。その情報を察知したジャンとリコがフィリッポに接触し、刺客に追われ銃撃を受けるも生還し、公社に保護された。本人の性格から、ジャンには徴兵拒否者と思われていたが、自身は「兵役は国民の義務」と考えており、国境警備隊に13か月勤務していたことがある。
フーゴ・ミューラー (Fugo Müller)
最終話に登場したスタンフォード大学生。人文学部。黒髪でひげ面の映画監督志望のドイツ人で、後のスペランツァのパートナー。以前からギフテッドのスペランツァに興味を持っており、映画製作費用を集めるために参加していた『起業家育成講座』にスペランツァも参加していたことで声を掛ける。スペランツァを映像に撮り、寄付型動画サイトに投稿し、僅か数日（水曜日に撮影した次の金曜日）に300万ドルの寄付を集める。それによりスペランツァを主役として制作したドキュメンタリー映画『THE HOPE』はアカデミー長編ドキュメンタリー賞を獲得する。
イザベラ・ダンジェロ (Isabella D'Angelo)
声 - なし / 幸田直子
メッシーナ海峡横断橋の架橋を行うメッシーナ海峡横断橋会社の理事長。テロで亡くなった夫に代わり理事長に就任した。夫を失ったテロでの傷で車椅子での生活になった。以前はテロと犯人を憎んだが、今では反対意見を押し切ってまで架橋を行うことに疑問を持つようになった。テロに狙われる公算が大きいが、過度の警備を行っていない。公社作戦部長のモニカとは旧知の仲。
五共和国派のミラノ派のクリスティーナの指示でイザベラの誘拐が計画され、その計画を察知した公社二課が警備に付くようになった。モニカから身体障害者に貢献していると義体の説明を受けるが素直に受け入れられず、警備担当となったジョゼの復讐にはやる心を察して恐怖していた。フェッロがイゼベラに変装し、公社二課の活躍で誘拐犯を一網打尽とすることに成功する。
ドメニコ (Domenico)
声 - なし / 下崎紘史
名義はドメニコ夫妻になっているがフラスカーティにあるフランカのブドウ園を、妻のパオラ（声：なし / 長浜満里子）と守る老人。フランカが爆弾テロリストとして活動していることは承知している。収穫したブドウでワインを作っている。クリスティアーノを救出しに行くピノッキオを帰って来るように言い聞かせ、送り出した。フランカのアルファロメオの整備も行っていた。
アウローラ (Aurora)
声 - なし / 酒井香奈子
ピノッキオの隠れ家の近所に住む少女。ピノッキオに好意を持ち親切にしていたが、人付き合いの苦手な彼からは煙たがられていた。世話を焼こうとピノッキオの家に入り込んだところをフランカに見付かり、噂に聞く「少女の殺し屋」（公社の義体のこと）と誤解され拘束されてしまう。誤解が晴れた後も、自らが殺し屋であると知れたピノッキオに殺されそうになるが、フランカが異議を唱え解放されることに。盗聴によりアウローラが拘束されたことを知ったトリエラとヒルシャーが隠れ家を強襲。フランカら3人は逃走し、地下で縛られていたアウローラは助かる。アニメ版では、トリエラが突入した部屋にフランカら3人と共に居合わせ銃撃戦に巻き込まれるが、フランカに安全な場所まで連れ出されて解放される。

## 用語
公益法人 社会福祉公社
現首相が立ち上げた政・官・軍合同の超法規機関で、表向きはイタリア政府の内閣府が運営する公営組織として、障害者支援を目的に掲げて社会福祉の事業を行っている。
しかし、実態は反政府勢力への諜報や暗殺など非合法活動を行う組織である。イタリアの進んだ医療技術により義体技術を開発・運用している。
暗殺活動などテロ組織に実力行使を行う作戦部と、スパイ活動を中心とする公安部に分かれている。義体は作戦二課が運用し、暗殺や保安警備に利用している。その一方で、義体で培った成果を民生用義肢などにフィードバックし、実績を上げていることで世間の目を欺いている。
その本質は、クローチェ事件で職を失うなどの被害を受けた者を、現首相の声掛けのもと集め設立された、五共和国派に対する復讐を目的とする機関である。その性格から公安部長は「亡霊」と表現している。首相の意向が色濃く反映された機関でもあり、実情を知る者の中は公社の存在を快く思わない人間もいる。
本部はローマ郊外にある元修道院が使われている。建物の歴史は古く1000年前に修道院として建てられ、その後貴族の屋敷となり世界大戦では軍の施設として使われていたが、戦後は政府が管理していた。構内に川が流れたり模擬市街戦演習場があるなど敷地は広大であり、修道院時代からの墓地もあり、そこに殉職者たちも埋葬されている。
各支部はイタリアの全土の州都などに設置されており、情報収集や支援活動を行っているが直接的な作戦を行うことは無い。
新トリノ原発テロ事件をはじめとして大規模テロの後、テロによる甚大な被害と混乱に乗じた陸軍の本部襲撃などによって組織は崩壊状態まで追いこまれるものの、作戦・公安両部長と首相の尽力で組織改編が行われて規模を縮小することで存続、復讐機関としての役目を終えた公社は研究職以外は元職への復帰を支援するなどし純粋な義体研究機関となる。洋上に浮かぶ大型船を本部としている。
義体
社会福祉公社作戦二課が運用するサイボーグの事。
対象者は重度の負傷者や先天性障害者などから選ばれ、「条件付け」と呼ばれる洗脳処理を施され、四肢や骨格系なども大半が強力な人工物に置き換えられているが、内蔵部分については子宮が残っているトリエラのように個人差がある。また、また機密性向上のために、義体の外見は元の姿から変更されている。
通常の人間をはるかに上回る身体能力を備えており、また肉体が人工物となっていることから死亡の判断は脳死のみとなっている。眼球が弱点であると言われ、エルザは自身の眼を撃ち、脳を破壊することで自殺した。
非合法任務への運用が目的であるため身寄りのない児童が選ばれ、以前の名前や経歴等も全て抹消されている。そのため新たな名前が担当官により与えられるが、ジャンは男性名を奨励している。
義体化への適性は、脳の適応力から若年者が適しているとされているが、作中では未成年女性だけしか登場していない。
義体に関する技術は義手や義足などの開発に活用されて公開され、社会福祉公社の裏の姿を隠すために役立てられている。
素体
義体個体の義体化される以前の状態、およびその個体のことを指す。
条件付け
社会福祉公社では条件付けと呼んでいるが、現実には薬物・暗示・電気的刺激などを用いて行われる洗脳処置の事である。
内容は「担当官（上司）、および社会福祉公社に忠実であること」「殺人に抵抗を持たないこと」「目的達成のためには自己犠牲を厭わないこと」「戦闘技術や武器の知識」といった非合法工作員としての適性強化である。
条件付けの内容は「譜面」と呼ばれ、内容量はページ数で表現されている。任務に応じた知識の植え付けも可能である。
担当官達には義体化以前の記憶は消去されたと説明されているが 、実際には無意識レベル以下に封印されており、ペトルーシュカは実験の名目で記憶を開封された。条件付けの副作用によって脳の寿命が近づくと、夢となって思い出されるシーンが描写される。リコにいたっては過去の記憶を持っている描写がある。
実験のために条件付けの内容は多様化されており、内容も担当官の裁量に任されている他、解除には課長と研究主任2人の持つコードが必要（主任であるベリサリオしか知らない「裏口」も存在する）。
担当官の安全を最優先に考えるように条件付けされており、条件に適合すれば仲間の義体さえ反射的に攻撃する。
条件付けを強化すると、味覚障害・記憶障害・薬物依存・数少ない生体部分である脳細胞の劣化による短命化などの、重大な副作用が生じる。
1期生・2期生
初期に改造された義体を1期生と呼び、単行本第6巻以降に登場した新計画によって登場した義体を2期生と呼ぶ。
1期生は試験運用の性格が強いため条件付けの技術が成熟しておらず、高機能であるが精神的に不安定で寿命も短く、保守に多くの費用が掛かるなどの欠点がある。また、個体差などを調べる目的で個体ごとの特徴を意図的に残しており、見た目も義体化以前の面影をそのまま残している義体が多い。なお寿命については最初の義体であるアンジェリカの1体だけからしか実証データが得られていないため正確なことは不明である。
2期生は条件付けをマイルドにすることで寿命が2倍に改良されたことから、短命による経験の蓄積とコストパフォーマンスの問題が改善されており、5年から7年程度の生存が可能であると考えられている。また民生への技術移転を考慮し、身体機能の簡略化が図られた。
単行本1巻の時期に1期生は10体ほどが存在している様子で、2期生は現在のところ10体が計画され毎月2体のペースで完成を予定しているが、劇中に登場する個体は多くなくストーリーに絡む個体はさらに少ない。
フラテッロ
作戦二課で使われている義体と担当官が組むペアの俗称。担当官は成人で義体が少女であるところから兄妹として「フラテッロ（fratello、イタリア語で兄弟という意味）」と呼んでいるが、外部で使われることは少ない。後に女性担当官も一人のみながら登場する。
なお、正しいイタリア語では、兄妹であれば複数形フラテッリ（fratelli）となるべきであり、作中では義体一人の時もフラテッロと呼ばれているが、妹一人であればソレッラ（sorella、英語のsisterに当たる）と呼ぶのが正しい。
五共和国派（通称パダーニャ）
社会福祉公社が敵対している反政府団体の総称であり、国会議員を擁する純粋な政党からテロを行っている過激派まで様々である。イタリアの南北の経済格差を背景に分離独立を求めて活動しており、経済的に豊かな北部が納めている税金を貧しい南部に使っていることを問題視している。活動資金は五共和国派を支持する実業家や犯罪組織などからの寄付により成り立っている。名称は、イタリアを5カ国に分割した共和国制を目指していることにちなむ。パダーニャは、ポー川流域の別称。
イタリア北部を拠点としているが住民からはある程度の支持を得られており、北部同盟党首ウンベルト・ボッシ(Umberto Bossi)が提唱する「北部8州と中部3州（トスカーナ州・ウンブリア州・マルケ州）を独立させたパダーニャ共和国連邦(Repubblica Federale de Padania)」を樹立させるために武力闘争を行っている。
クローチェ事件
五共和国派が起こした事件の裁判を担当していたクローチェ検事が暗殺された事件。クローチェ一家がバカンスに出かける途中、クローチェの妻・娘エンリカ・長男の婚約者ソフィアと共に、路上に仕掛けられていた爆弾により全員が死亡した。長男のジャンと次男のジョゼはカラビニエリとして任務についており、事件には遇わなかったが、逆に容疑者として疑われていた場面もあった。五共和国派（コミック版では「ミラノ・北部連盟」）から犯行声明が出ており、五共和国派の反政府テロ活動の象徴とされている。物々しい警備を快く思わないクローチェ検事の意向を汲み内務省のテロ担当だったロレンツォらが警護しており、この事件の後、政・官・軍合同の超法規機関である『社会福祉公社』の設立が行われた。ジョゼとジャンは、カラビニエリを退任して福祉公社に転職しその活動に従事しているのは、ロレンツォが勧誘したため。
クローチェ検事の後を引き継いだ検事らも同様に自動車上で殺害されることが多い。クローチェ検事暗殺事件とも呼ばれる。首謀者すら不明だったが、公社の捜査によりジャコモ・ダンテが主犯であることが判明した。
メッシーナ海峡横断橋
イタリア本土とシチリア島との間にあるメッシーナ海峡を渡る吊り橋で、建設はダンジェロが総裁に就いているイタリア開発公社が担当している。北部からの税金を南部へ流用する公共事業の象徴として五共和国派は反対している。実験橋の橋脚の一部が完成した時点で爆弾テロにより橋脚の一部が損壊されてしまった。現在は本橋の建設に移り、実験橋の橋脚は撤去工事が始まっている。完成すれば世界最大のものとなる。
新トリノ原発テロ事件
ヴェネツィアのサンマルコ広場テロに続く、五共和国派によるイタリア全土同時多発テロ事件の1つ。ピエモンテ州北部の建設途中の新トリノ原子力発電所を、首謀者であるジャコモ=ダンテ率いるミラノ派の残存勢力などの活動家数十名が襲撃・占拠した。ジャコモの要求は、社会福祉公社との対決。両者の共倒れを図る政府はこれに対し社会福祉公社を投入、義体や職員に多数の犠牲者を出しながらも鎮圧に成功する。また、この混乱に乗じて社会福祉公社の幕引きを政府の一派が強行し、謹慎中であった第一連隊による公社の制圧を図った。
この原発テロ事件を含む全土同時多発テロ事件は約300人の犠牲者を出しながらもその全てが発生後間もなく鎮圧され、五共和国派は実質壊滅状態となる。
カモッラ
本作品中では、ナポリ・マフィアのこと。詳しくはカモッラを参照。

## 登場する銃器
実在する銃器が登場し、ほとんどが欧州製のものである。各登場人物はおおよそ使用する銃器が決まっている。作者は銃器雑誌のインタビューにおいて「フラテッロは銃もフラテッロ」と発言しており、義体と担当官の所持する銃はそれぞれ共通性があることを示している。基本的に、作者がそのモデルガンやエアガンを所蔵し作画見本としているが、作画時に手元に無い場合は登場人物が他の銃を使用することもある。また、アニメーションの2期の初期の第1話から第6話のオープニングの実写として登場する銃は、KSCの製品である。これは本作品に登場する銃器をKSCとタイアップで発売する企画がきっかけとなっている。しかし、いくつか企画されていたが実際に発売されたのはトリエラが使用しているP230SLの1点のみである。
ヘンリエッタ
メインアームにFN P90をアマティのヴァイオリンのケースに隠している所が印象的。サイドアームはシングルカラムのSIG P239を使用している（スライドステンレスモデル。1巻表紙では9mm、18話では.357SIGが描かれている)。
P90専用のサイドアームであるFive-seveNを使用しないのは、ヘンリエッタの手の大きさではこれを扱えないからである。
ジョゼ
拳銃は第7話ではFN Five-seveNを使用するが本人の物ではなく、普段何を携行しているか不明。
リコ
メインアームとしてはSVDドラグノフを使用し、主にそれによる狙撃が中心だが、MG3を使用した後方支援を担当する他、ガリルMAR、ベレッタSCS70/90等を用いる。拳銃はCz75のセカンドモデルを使用する。
ジャン
使用拳銃はFN ブローニング・ハイパワーMk3。
トリエラ
メインアームにウィンチェスターM1897（ポンプアクションのショットガン）を使用する。銃剣を装着することもある。サイドアームはヒルシャーから贈られたSIG P230 SL（P230のステンレスモデル/初期型）。
このショットガンはトリエラが殺人動画の撮影現場から救出されたときにマリオが使用していたものである。しかし誰に貰ったのかトリエラの記憶には無かったが、後にマリオから貰ったと独白している。大型の銃であることが原因にトリエラが度々怪我をしており、生き抜く決意をしたトリエラは怪我をしないようストック部のソードオフ（切り詰め）を行った。この銃は、アニメ第2期の製作を機にコラボレーションのエアソフトガンがKSCよりP230SLモデッロTとして限定生産されている（モデッロTとはトリエラモデルという意味である）。
P230 SLをピノッキオに奪われてからは、ヒルシャーが使っているSIG P232を譲り受け使用していた。コミック版ではヒルシャーの使用していたものを譲与されていたが、アニメ版ではヒルシャーとお揃いとなっている。ピノッキオとの雪辱戦でP230SLを取り戻し、以後再びP230SLを使用する。第3話のみバックアップ用としてH&K P7M8を使用。その他にH&K UMP45も使用している。ナイフや短剣類をも扱い格闘もこなす。
ヒルシャー
拳銃は第1話ではH&K USP Tactical、第3話ではH&K Mk23を使用しているが、第15話以降はSIG P232を使用している。しかしトリエラが自らの銃P230SLをピノッキオに奪われ、コミック版では自らの銃をトリエラに貸与した。アニメ版では自分とお揃いのP232をトリエラに渡している。
クラエス
ラバロが生存時にはH&K VP70を使用していた。しかし腕前は良くなく、射撃訓練で必中するまで射撃場から帰ってくるなとラバロの指示を受け、雨が降り出しても一晩中射撃訓練をしていた。義体は命令に融通の利かないことを思い知らされたラバロは、それを期にクラエスとの付き合いに愛情を持つようになった。チンピラに対して実地訓練を行うが、射撃機会を逸して接近を許し負傷することがあった。その後、ラバロの血の通った約束により、銃を持つも敵を前にしても引き鉄を引けないでいる。その他にH&K MP5K PDW。
アンジェリカ
メインアームにステアーAUGを使用。拳銃はベレッタM84を使用（第23話のみフラッシュライトを搭載したステアーM9を使用）。
マルコー
使用拳銃はステアーGB。
エルザ
原作では既に死亡した状態で登場したため、実際のところは不明（ただし、その時SIG SAUER P228かP229が登場している）。アニメ第1期で登場したシーンではSIG 550およびSIG 552を使用。
ペトルーシュカ
使用武器はスペクトラ M4、薄着など服装の都合でSMGが携行出来ない場合はトーラス PT92も使用する。
アレッサンドロ
使用拳銃はベレッタM92。
ベアトリーチェ
マイクロUZIを使用。
ピエトロ・フェルミ
使用拳銃はベレッタM8000。
オルガ
使用拳銃はデザートイーグル。
プリシッラ
使用武器はベネリM3。

## 登場する車両
本作品には実在の車両が多数登場する。主要各人物が乗用するものは下記の通りだが、その他にもランチア・デルタ HF インテグラーレ Evo Iやアルファロメオ・145、アルファロメオ・147、BMW・X5など、1コマのみの登場や背景での描写でもランチア・イプシロン、フォルクスワーゲン・ゴルフなど、欧州車を中心に非常に多くの自動車が描かれている。義体担当官が乗る車両は、担当官の個人所有のものか公社が用意しているものかは不明。
ジョゼ
ポルシェ・ボクスター
ジャン
メルセデス・ベンツ・CLクラス、Gクラス
ヒルシャー
メルセデス・ベンツ・Eクラスステーションワゴン
マルコ
フィアット・クーペ・フィアット
ラバロ
アウディ・A3
アレッサンドロ
ダイムラー・スマート
ラウーロ
レンジローバー
プリシッラ
フォルクスワーゲン・ニュービートル
ピエトロ・フェルミ
ニュー・ミニクーパー
レスキリアン
アルファロメオ・156ステーションワゴン
フランカ
アルファロメオ・ジュリエッタスパイダー（初登場時）
ロベルタ・グエルフィ
シトロエン・C3プルリエル

## 評価
本作に対しては肯定的な評価もある一方、悪趣味である・倫理的に問題があるといった批判的意見もあり賛否両論となっている。
漫画評論家の伊藤剛は、本作が「美少女が銃器を使って戦う（戦闘美少女）」という男性読者の欲望にかなった内容を描きながらも、それが悪趣味・非倫理的なものであるということに言及した描写がみられるため強い批評性を持った作品であると述べている。
評論家の宇野常寛は、男性が自分より弱い立場にある（障害を持った）少女を所有するという欲望を追求する本作を、同様の構造を持った『AIR』『NHKにようこそ!』などとともに「安全に痛い自己反省パフォーマンス」であると批判し、批評家によって過大評価されていると述べている。
小説家・文芸評論家の笠井潔は、本作に登場するヘンリエッタについて、精神科医の斎藤環が『戦闘美少女の精神分析』で用いた類型での最新事例であるとしている。斎藤環は1990年代後半以降、『新世紀エヴァンゲリオン』の綾波レイのように「少女としての快活さよりも空虚さを前面に押し出したキャラクター」が増えていることを指摘しているが、笠井潔によれば精神的外傷体験の記憶を人工的に消去されて悩むことすら許されないヘンリエッタはそれ以上に暗澹とした印象を与え、そこが本作の独自性であると述べている。
連載終了後の2012年12月、本作は第16回文化庁メディア芸術祭マンガ部門において優秀賞を受賞した
。選評では、「商業的に成功したエンターテインメントであると同時に、深い射程で議論を誘発する」とし、感情や人格までも人工的なものとする「条件付け」という設定の批評性が指摘されている。

## 書誌情報
- 相田裕 『GUNSLINGER GIRL』 メディアワークス→アスキー・メディアワークス〈電撃コミックス〉、全15巻
  1. 2002年12月15日初版発行、ISBN 4-8402-2237-1
  2. 2003年7月15日初版発行、ISBN 4-8402-2421-8
  3. 2004年3月15日初版発行、ISBN 4-8402-2622-9
  4. 2004年11月15日初版発行、ISBN 4-8402-2819-1
  5. 2005年6月15日初版発行、ISBN 4-8402-3072-2
  6. 2006年1月15日初版発行、ISBN 4-8402-3290-3
  7. 2006年8月15日初版発行、ISBN 4-8402-3532-5
  8. 2007年4月15日初版発行、ISBN 978-4-8402-3826-7
  9. 2007年12月15日初版発行、ISBN 978-4-8402-4108-3
  10. 2008年10月27日初版発行、ISBN 978-4-04-867387-7
    - 「特装版」同日発行、ISBN 978-4-04-867432-4

  11. 2009年7月27日初版発行、ISBN 978-4-04-867977-0
  12. 2010年4月27日初版発行、ISBN 978-4-04-868567-2
  13. 2011年4月27日初版発行、ISBN 978-4-04-870412-0
  14. 2011年12月17日初版発行、ISBN 978-4-04-886173-1
  15. 2012年12月15日初版発行、ISBN 978-4-04-891278-5
    - 「特装版」同日発行、ISBN 978-4-04-891074-3

## 同人誌
上述の通り当作品は、作者が同人誌として発表したものを後に主軸を商業誌に移行したものである。
PRESENCE♯3
1998年冬発行。作者の同人誌であるPRESENCEの3冊目で初めて当作品を発表する。タイトルは『Gun Slinger Girl』で、現在のタイトルとは僅かに違う。『第一話 Gun Slinger』と『第二話 Friends』を掲載。リコとアンジェリカが登場。
PRESENCE♯4
1999年夏発行。副題は『Gun Slinger Girl II』。『第三話 良く喋る子』を掲載。
The Disabled persons
1999年夏発行。ラフスケッチ集。
PRESENCE♯5
1999年冬発行。副題は『GUN SLINGER GIRL COLLECTION』。『第四話 Free talk』と既発表の第一話から第三話も収録。常に受身のリコとアンジェリカとは違う自ら行動するキャラクターとしてトリエラを登場させる。
PRESENCE♯6
2000年春発行。副題は『パスタの国の王子様』。『第五話 パスタの国の王子様』を掲載。
idle talk
2000年夏発行。副題は『PRESENCE♯8 GUN SLINGER GIRL外伝』。ストーリーは本編とは大きく違う。ヘンリエッタとジョゼとの性的描写があるため成人指定となっている。その他ペトロシュカが登場。
たたかうものたち
2000年秋発行。ラフスケッチ集。
たたかうものたち 2
2000年冬発行。ラフスケッチ集。
GUN SLINGER GIRL COLLECTION 2
2002年夏発行。『Gun Slinger Girl』・『Gun Slinger Girl II』、『GUN SLINGER GIRL COLLECTION』、『パスタの国の王子様』、『たたかうものたち』、『たたかうものたち 2』を収録。『idle talk』は、成人指定であること、ストーリーが本編と大きく違う外伝であることから掲載されていない。
たたかうものたち 3
2003年夏発行。主要な義体の少女たちの銃の解説とそのイラスト集。
Cope de Coeur（クープ・ド・クール）
2003年冬発行。ラフスケッチ集。
たたかうものたち 4
2004年冬発行。ラフスケッチ集。
たたかうものたち 5
2005年夏発行。イラスト集。
ITALIA 2005〜2006
2007年夏発行。イラストと写真集。オールカラー。

## テレビアニメ
第1期
2003年10月から2004年2月までフジテレビで放送。全13話。
原作漫画の単行本2巻までと同じ流れで物語が進むが、エピソードの順番が入れ替えられたり、原作では詳細が描かれなかった部分が挿入されている。また、台詞が一部改変されている。
- トリエラの台詞「さっさと私を薬漬けにしたらどうですか？」→「さっさと私の条件付けを強化したらどうですか？」
- ジャンの台詞「銃でも聖書でも人は殺せるだろ？」→「銃でも辞書でも人は殺せるだろ？」

など。
第2期
2008年1月より『GUNSLINGER GIRL -IL TEATRINO-』（ガンスリンガー・ガール　イル・テアトリーノ）のタイトルで放送された。トリエラとピノッキオとの闘いを主軸にいくつかのエピソードで構成された。
原作者の相田裕本人が脚本を担当、制作はマッドハウスからアートランドに変更された。第1期から時間が経過しているため、スタッフおよび担当声優は一新されている。目を大きく描くなど、登場人物のデザインも変更された。
こちらでも第1期同様、原作では描かれなかった部分が掘り下げられていたり、台詞も一部改変されている。
- 原作6巻における、ヘンリエッタとリコがクローチェ家に訪れる際の引率者がフェッロだったが、OVAではヒルシャーになっている。また、ジャンがエンリカの幻に言い放った台詞「謗（そし）るなら俺を謗（そし）れ！」が、OVAでは「恨むなら俺を恨め！」と表現を分かりやすくしている。

### スタッフ
|                                            | 第1期                                   | 第2期                                                    |
| ------------------------------------------ | --------------------------------------- | -------------------------------------------------------- |
| 原作 総監修（第2期）                       | 相田裕                                  | 相田裕                                                   |
| 監督                                       | 浅香守生                                | 石踊宏（総） 真野玲                                      |
| 助監督（第1期） 総監修補佐（第2期）        | 川村賢一                                | 杉原ちあき                                               |
| シリーズ構成                               | 武上純希                                | 相田裕 浦畑達彦（協力）                                  |
| キャラクターデザイン                       | 阿部恒                                  | 相田裕（原案） 杉光登（メイン） 小関雅、川島勝（ゲスト） |
| 総作画監督                                 | 阿部恒、石井久美                        | 杉光登、小関雅、川島勝                                   |
| 銃器デザイン（第1期） 銃器総監修（第2期）  | 安田好孝                                | 又野弘道                                                 |
| 銃器設定・ 銃器総作画監督                  | N/A                                     | 江田恵一                                                 |
| プロップデザイン 小物設定・ 小物総作画監督 | 香月邦夫 室井ふみえ（第4話 - ）         | 伊佐秀朗                                                 |
| 美術監督                                   | 池田尚                                  | 西倉力                                                   |
| 色彩設計                                   | 角本百合子                              | 佐藤裕子                                                 |
| 撮影監督                                   | 宮田崇弘                                | 大西博                                                   |
| 編集                                       | 寺内聡                                  | 村井秀明                                                 |
| 音響演出（第1期） 音響監督（第2期）        | 平光琢也                                | 平光琢也                                                 |
| 音楽                                       | 佐橋俊彦                                | 大谷幸                                                   |
| 音楽プロデューサー                         | N/A                                     | 長谷川雄介                                               |
| プロデューサー                             | 浜野貴敏、吉本聡 渡辺和哉、大井守       | 丸山創、吉井敏久                                         |
| アニメーション制作                         | マッドハウス                            | アートランド                                             |
| 製作                                       | 片岡義朗、中山晴喜                      | マーベラスエンターテイメント                             |
| 制作                                       | マーベラスエンターテイメント フジテレビ | N/A                                                      |

### 主題歌
第1期
オープニングテーマ「THE LIGHT BEFORE WE LAND」
作曲 - デルガドス(The Delgados)
- この曲はアニメオリジナルではなく、デルガドスのアルバム『HATE』に含まれている。後にエンディングテーマとあわせてシングルリリースされ、サントラにも収録された。

エンディングテーマ「DOPO IL SOGNO 〜夢のあとに〜」
作詞 - うえのけいこ / 作曲 - 佐橋俊彦 / 編曲 - 佐橋俊彦、三村奈々恵 / 歌 - op.（オーパス）
- 曲はガブリエル・フォーレの歌曲「夢のあとに」の編曲である。フォーレの名前はTV放映版・DVD収録版でも表記されていないが、サウンドトラックCDのブックレットにはフォーレのインスパイアであることが明記されている。TV放映版・DVD収録版の歌詞はヘンデルの歌劇『リナルド』から、「私を泣かせてください」の歌詞の一部分をそのまま引用したものだが、サウンドトラックに収録されている同曲の歌詞は、フランチェスコ・ドゥランテのアリア「清き乙女」からの一部引用が見られる。

挿入歌「Woke From Dreaming」（第7話）
作曲 - デルガドス(The Delgados)
- 上と同様に『HATE』に収録されている。

第2期
オープニングテーマ「たった1つの想い」
作詞・作曲 - KOKIA / 編曲 - KOKIAn'S / 歌 - KOKIA
エンディングテーマ
「doll」（第1話 - 第12話）
作詞・作曲 - 麻枝准 / 編曲 - ANANT-GARDE EYES / 歌 - Lia、多田葵
「human」（第13話）
作詞・作曲 - 麻枝准 / 編曲 - ANANT-GARDE EYES / 歌 - Lia
挿入歌「スカボロー・フェア」（第8話）
作詞・作曲 - イングランド民謡 / 編曲 - 冬野竜彦 / 歌 - 多田葵

### 各話リスト
| 話数 | サブタイトル                                 | 脚本              | 絵コンテ       | 演出           | 作画監督        |
| ---- | -------------------------------------------- | ----------------- | -------------- | -------------- | --------------- |
| 1    | 兄妹 - fratello -                            | 武上純希          | 浅香守生       | 川村賢一       | 香月邦夫        |
| 2    | 天体観測 - orione -                          | 武上純希          | 浅香守生       | 有冨興二       | 香月邦夫        |
| 3    | 少年 - ragazzo -                             | 武上純希 植野慶子 | 小島正幸       | 依田正彦       | 今里佳子        |
| 4    | 人形 - bambola -                             | 筆安一幸          | 青山浩行       | 中村亮介       | 石井久美        |
| 5    | 約束 - promessa -                            | 砂山蔵澄          | 片渕須直       | 太田雅彦       | 室井ふみえ      |
| 6    | 報酬 - gelato -                              | 武上純希          | 片渕須直       | 岩永彰         | 渡辺和夫        |
| 7    | 守護 - protezione -                          | 植野慶子          | おざわかずひろ | おざわかずひろ | 丸山泰英        |
| 8    | 御伽噺 - Il Principe del regno della pasta - | 筆安一幸          | 佐藤真二       | 白石道太       | 松崎一          |
| 9    | 彼岸花 - Lycoris radiata Herb -              | 植野慶子          | 川村賢一       | 川村賢一       | 香月邦夫        |
| 10   | 熱病 - amare -                               | 筆安一幸          | 山本沙代       | 山本沙代       | 山本善哉        |
| 11   | 恋慕 - febbre alta -                         | 筆安一幸          | 駒井一也       | 千葉大輔       | 石川洋一        |
| 12   | 共生 - simbiosi -                            | 武上純希          | 古橋一浩       | 山口武志       | Lee Si Min      |
| 13   | 流星 - stella cadente -                      | 武上純希          | 浅香守生       | 川村賢一       | 山本善哉 阿部恒 |

| 話数  | サブタイトル             | 脚本            | 絵コンテ       | 演出              | 作画監督                                                                                  | DVD収録 | 発売日         |
| ----- | ------------------------ | --------------- | -------------- | ----------------- | ----------------------------------------------------------------------------------------- | ------- | -------------- |
| 1     | 二人の距離 兄妹          | 相田裕 浦畑達彦 | 石踊宏         | 川西泰二          | 白石達也、小林亮                                                                          | Vol.1   | 2008年 3月25日 |
| 2     | ピノッキオ               | 相田裕 浦畑達彦 | 多田貴大       | 松浦錠平          | 田中宏紀                                                                                  | Vol.2   | 4月25日        |
| 3     | シミュラクラ             | 相田裕 浦畑達彦 | 又野弘道       | 又野弘道          | 小山知洋                                                                                  | Vol.2   | 4月25日        |
| 4     | アンジェリカの復帰       | 相田裕          | 石踊宏         | 楠本巨樹          | 柳瀬譲二、石井ゆみこ                                                                      | Vol.3   | 5月22日        |
| 5     | 泡沫と追憶               | 相田裕          | 成田歳法       | 村田尚樹          | 飯飼一幸                                                                                  | Vol.3   | 5月22日        |
| 6     | チベタンテリアの引退     | 相田裕          | 水本葉月       | 水本葉月          | 道下康太、山崎正和 田中ちゆき、阿部航 菊池晃、明珍宇作                                    | Vol.4   | 6月25日        |
| 7     | カテリーナ 復讐の円環    | 相田裕          | 左藤洋二       | 山口頼房          | しんごーやすし                                                                            | Vol.4   | 6月25日        |
| 8     | クラエスの一日           | 相田裕          | 福冨博         | 松浦錠平          | 松下純子、をがわいちろう                                                                  | Vol.5   | 7月25日        |
| 9     | 賢い蛇 純真な鳩          | 相田裕          | 又野弘道       | 又野弘道          | 小山知洋                                                                                  | Vol.5   | 7月25日        |
| 10    | 善意の花                 | 相田裕          | 水本葉月       | 京極尚彦          | 柳瀬譲二                                                                                  | Vol.6   | 8月22日        |
| 11    | 芽生える感情             | 相田裕          | 左藤洋二       | 村田尚樹          | 飯飼一幸                                                                                  | Vol.6   | 8月22日        |
| 12    | 戦う人形                 | 相田裕          | 成田歳法       | フモトモモ        | 高乗陽子、杉光登 川島勝、伊佐秀朗                                                         | Vol.7   | 9月25日        |
| 13    | そしてピノッキオは人間に | 相田裕          | 石踊宏         | 高島大輔 小田原男 | 松下純子、氏家嘉宏 明珍宇作、杉光登 小関雅、川島勝、伊佐秀朗                              | Vol.7   | 9月25日        |
| OVA 1 | ヴェネツィアの光、心の闇 | 相田裕          | おざわかずひろ | 石川敏浩          | 保怜諸家印、古谷田順久 いいずみとしおみ、石田啓一 伊藤祐毅、大河原晴男 佐藤真史、都竹隆治 | OVA     | 10月24日       |
| OVA 2 | ファンタズマ             | 相田裕          | 福冨博         | 高島大輔          | 小関雅                                                                                    | OVA     | 10月24日       |

### 放送局
| 放送地域   | 放送局       | 放送期間                       | 放送日時           | 放送区分       | 備考             |
| ---------- | ------------ | ------------------------------ | ------------------ | -------------- | ---------------- |
| 関東広域圏 | フジテレビ   | 2003年10月8日 - 2004年2月18日  | 水曜 27:48 - 28:18 | フジテレビ系列 |                  |
| 日本全域   | アニマックス | 2003年11月14日 - 2004年2月20日 | 金曜 23:00 - 23:00 | CS放送         | リピート放送あり |
| 日本全域   | BS11         | 2008年1月5日 - 3月29日         | 土曜 24:30 - 25:00 | BSデジタル放送 | 『ANIME+』枠     |

| 放送地域   | 放送局       | 放送期間                | 放送日時           | 放送区分       | 備考             |
| ---------- | ------------ | ----------------------- | ------------------ | -------------- | ---------------- |
| 東京都     | TOKYO MX     | 2008年1月7日 - 3月31日  | 月曜 27:00 - 27:30 | 独立UHF局      |                  |
| 大阪府     | テレビ大阪   | 2008年1月9日 - 3月26日  | 水曜 26:55 - 27:25 | テレビ東京系列 |                  |
| 中京広域圏 | 中京テレビ   | 2008年1月16日 - 4月9日  | 水曜 27:14 - 27:44 | 日本テレビ系列 |                  |
| 日本全域   | BS11         | 2008年4月5日 - 6月28日  | 土曜 24:30 - 25:00 | BSデジタル放送 | 『ANIME+』枠     |
| 日本全域   | アニマックス | 2009年5月15日 - 8月21日 | 金曜 22:00 - 22:30 | CS放送         | リピート放送あり |

BS11での放送に合わせて、15分間の特別番組『GUNSLINGER GIRL -IL TEATRINO- 応援番組 「花満開・あなたにもっと近づきたい」』が、BS11で2008年3月30日の深夜24時00分より5夜連続で放送された。出演は、司会に主要な義体の少女を演じている声優が日替わりで担当した。ゲストは司会の声優が担当している義体の担当官を演じている声優。ただし、クラエス役が出演する回のゲストは、主題歌を歌唱する多田葵とLiaの2人。その内容は、主に番組に関したフリートークで、第3夜だけは、歌手の2人による主題歌の歌唱が行われていた。これらの内容は、DVDの初回特典として未放送部分を加えて収録されている。
| 話数  | 司会                         | ゲスト                   | DVD収録 |
| ----- | ---------------------------- | ------------------------ | ------- |
| 第1夜 | 阿久津加菜（ヘンリエッタ役） | 三戸耕三（ジョゼ役）     | Vol.4   |
| 第2夜 | 花澤香菜（アンジェリカ役）   | 矢尾一樹（マルコー役）   | Vol.5   |
| 第3夜 | 水野理紗（クラエス役）       | 多田葵、Lia              | Vol.6   |
| 第4夜 | 塩野アンリ（リコ役）         | 子安武人（ジャン役）     | Vol.7   |
| 第5夜 | 榎本温子（トリエラ役）       | 松風雅也（ヒルシャー役） | OVA     |

## CD
すべてマーベラスエンターテイメントから発売されている。
GUNSLINGER GIRL Singles
2003年11月21日発売
デルガドスの『THE LIGHT BEFORE WE LAND』と『Woke From Dreaming』、op.の『DOPO IL SOGNO 〜夢のあとに〜』を収録。ジャケットは白いバックに蛍光塗料でロゴが印刷されている。
GUNSLINGER GIRL ORIGINAL SOUND TRACK
2003年12月21日発売 / 2006年10月4日再発 / 2015年4月29日再々発
アニメ第一期で使用された佐橋俊彦の楽曲（『DOPO IL SOGNO 〜夢のあとに〜』も含む）およびデルガドスの『THE LIGHT BEFORE WE LAND』を収録。ジャケットはシングルとは対照的に黒いバックに白くロゴが縁取られている。なお、主題歌はオリジナル盤・再発盤ともにTVサイズでの収録だが、再々発盤ではフルバージョンが収録されている。
GUNSLINGER GIRL GAME SOUND ALBUM
2004年9月24日発売
PS2版ゲームのサウンドトラック。ジャケットは銀色。
GUNSLINGER GIRL Image Album『poca felicita』
2005年12月21日発売 / 2015年4月29日再発
Sound HorizonのRevoが作曲したイメージソング集。各キャラクターの楽曲はアニメ第1期の声優が歌っている。なお"poca felicita"とは「小さな幸せ」の意味。
GUNSLINGER GIRL SONORO『壁の向こう、世界の果て』
2007年11月21日発売 / 2015年4月29日再発
リコ、アンジェリカ、クラエスを主人公にした短編ドラマCD。担当声優は一新されている。再発盤はアニメ第二期サウンドトラック「GUNSLINGER GIRL -IL TEATRINO- ORIGINAL SOUND TRACKS」と同梱。
当初2004年にドラマCDが発売される予定があったが、延期を繰り返した 末に立ち消え状態となっていた。当ドラマCDとの関連性は不明。
たった一つの想い 「GUNSLINGER GIRL -IL TEATRINO- オープニングテーマ」
2008年1月23日発売
KOKIAによるオープニング主題歌のシングルCD。カップリングは「生まれたての白」。
doll / human 「GUNSLINGER GIRL -IL TEATRINO- エンディングテーマ」
2008年1月30日発売
エンディング主題歌のシングルCD。多田葵とLiaの歌唱によるdollと、Liaの歌唱によるhumanを収録。作詞作曲は両曲とも麻枝准。
GUNSLINGER GIRL -IL TEATRINO- ORIGINAL SOUND TRACKS
2008年4月23日発売 / 2015年4月29日再発
アニメ第二期のサウンドトラックCD。音楽は大谷幸。再発盤はドラマCD「GUNSLINGER GIRL SONORO『壁の向こう、世界の果て』」と同梱。
GUNSLINGER GIRL -IL TEATRINO- Vocal Album
2008年4月23日発売 / 2015年4月29日再発
アニメ第二期のボーカルアルバム。収録曲の大半がエンディング主題歌「dolls」という異色の構成となっており、多田葵とLiaによるオリジナル版の他、出演声優5人がそれぞれ歌ったバージョンを収録している。

## 他作品とのコラボレーション
ドールズフロントライン
iOS / Android用アプリゲーム。2020年9月にコラボイベントが開催され、本作からヘンリエッタ、トリエラ、リコ、アンジェリカ、クラエスが登場。テレビアニメ第2期とのコラボで、ボイスはアニメから流用されている。